# Collégiale Notre-Dame de Mello
La collégiale Notre-Dame est une église catholique paroissiale située à Mello, en France.
Elle a été édifiée pendant la seconde partie du XIIe siècle pour les deux premiers niveaux, et entre 1210 et 1220 environ pour l'étage des fenêtres hautes, les voûtes et toitures. Bien qu'appartenant clairement à l'architecture gothique, les fenêtres issues de la première campagne de construction sont encore d'inspiration romane. Le XVIe siècle a apporté un nombre de réparations et extensions, qui n'ont que légèrement modifié la physionomie globale de l'édifice sauf au nord de la nef. Par contre, l'écroulement de l'abside en 1741 laisse ses traces jusqu'à ce jour, n'ayant jamais été reconstruite.
Déjà très compacte, l'église en tient une extension est-ouest ne dépassant pas l'extension nord-sud, ce qui est tout à fait inhabituel pour une église gothique. Avec ces dimensions réduites, contrastent l'élévation ambitieuse sur trois étages avec un triforium présent sur tous les parois à l'intérieur de l'église, ainsi que la portée considérable des voûtes du vaisseau central et du transept. L'intérieur est assez harmonieux et bien équilibré, ce que le caractère disparate de l'extérieur ne laisse pas présumer. L'église a été classée au titre des monuments historiques par arrêté du 16 août 1921. Elle est affiliée à la paroisse Sainte-Claire de Mouy.

## Localisation

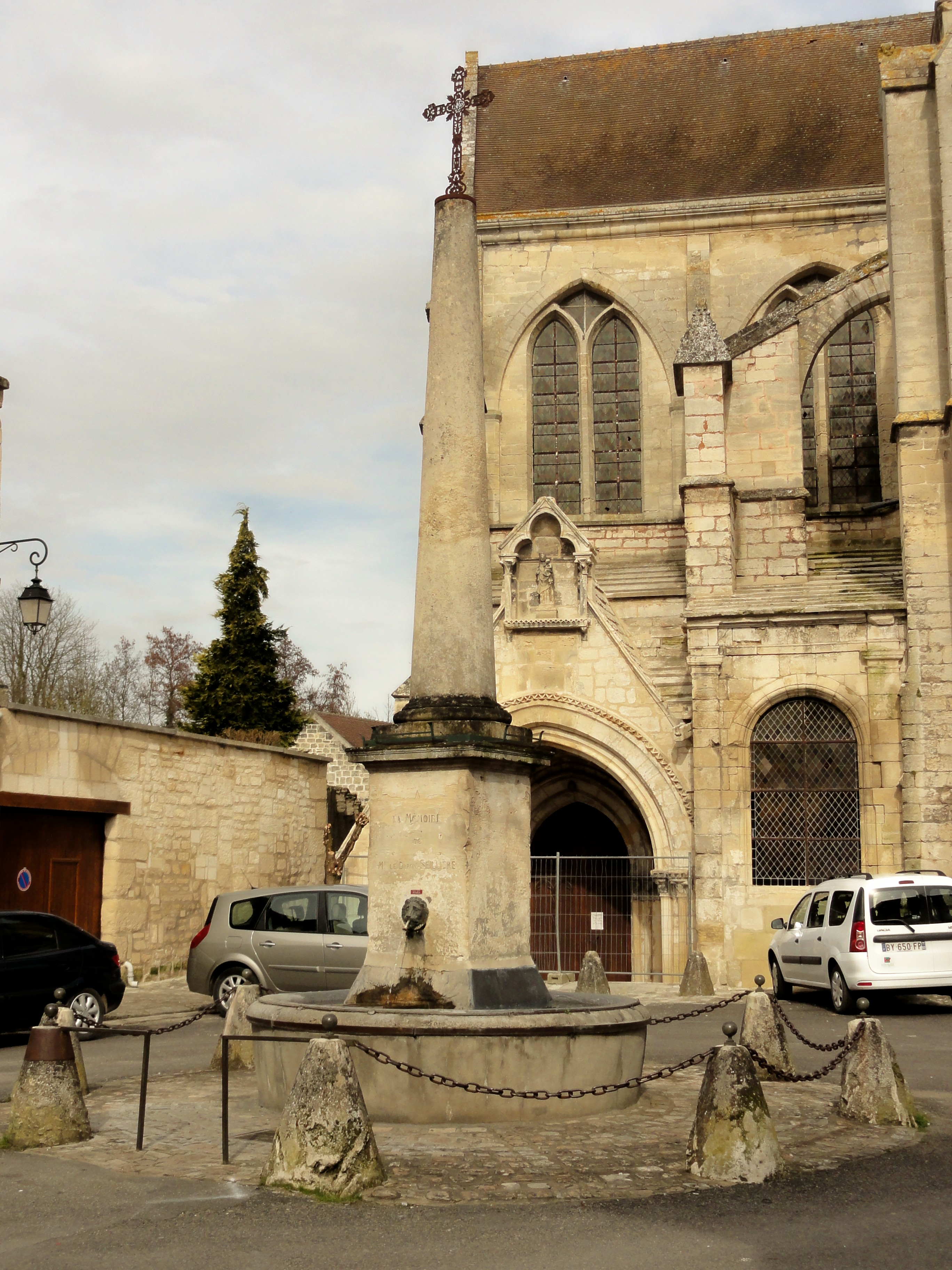
Fontaine de la place de l'Église.

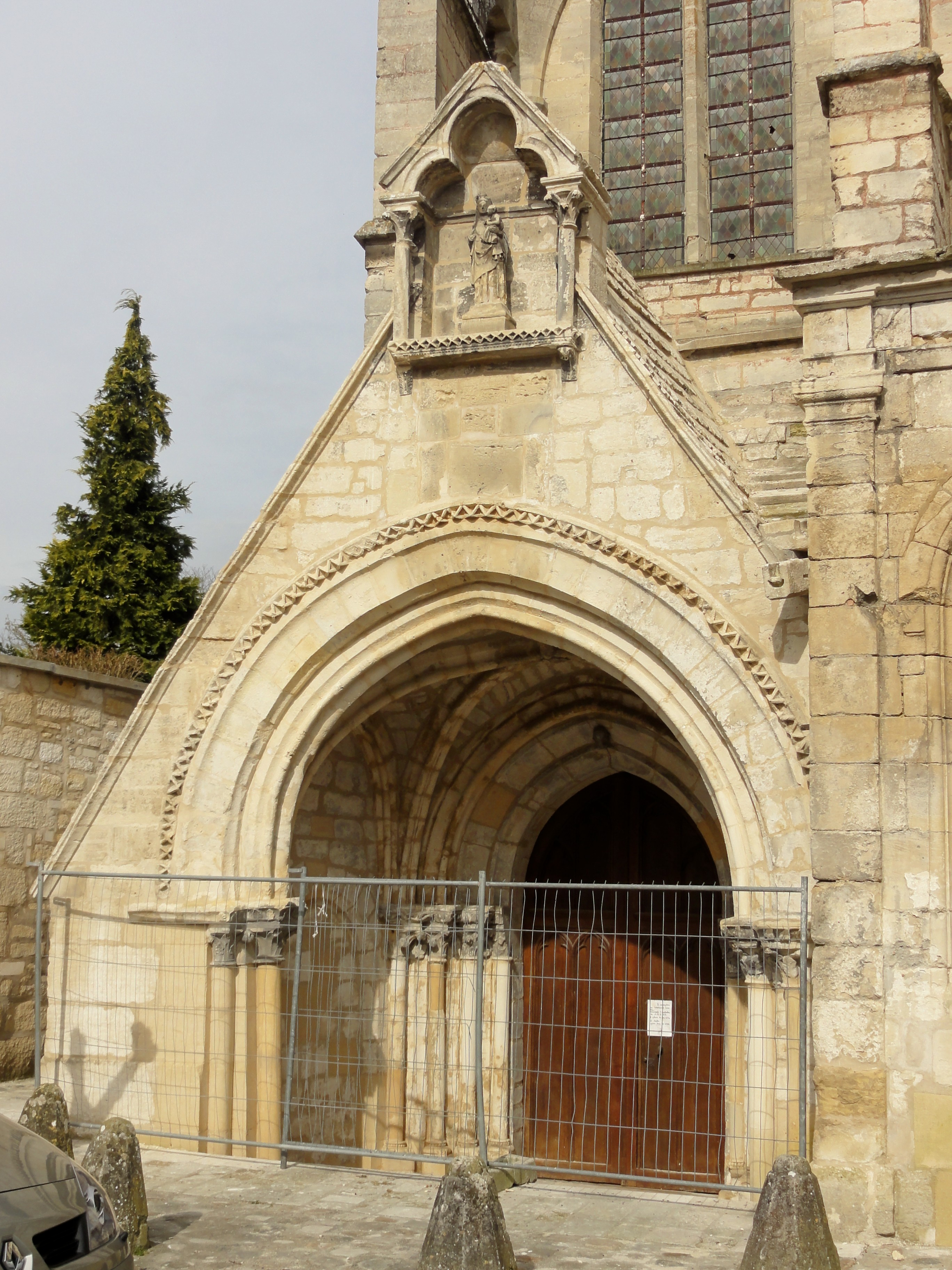
Portail méridional, porche.

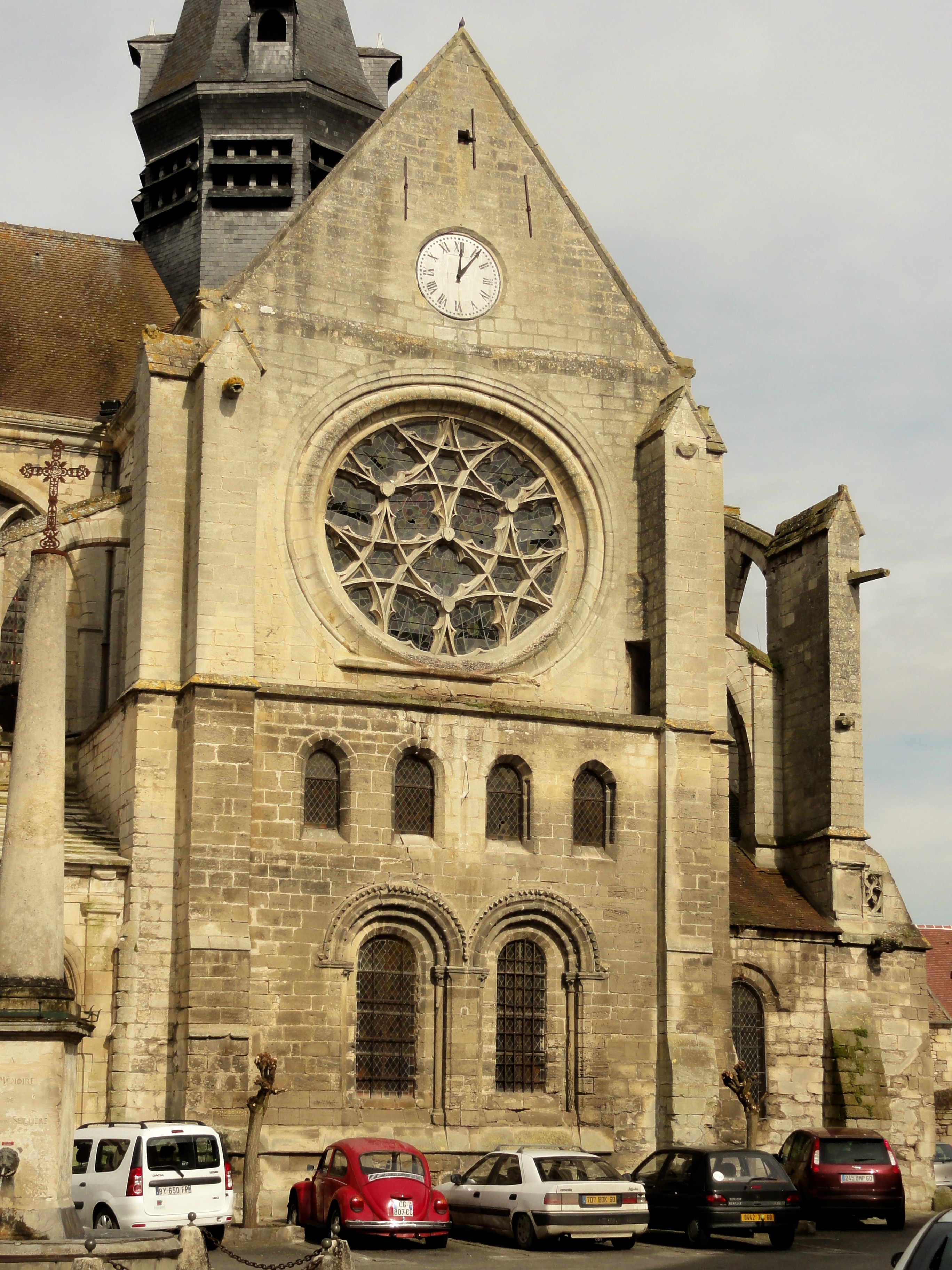
Croisillon sud.

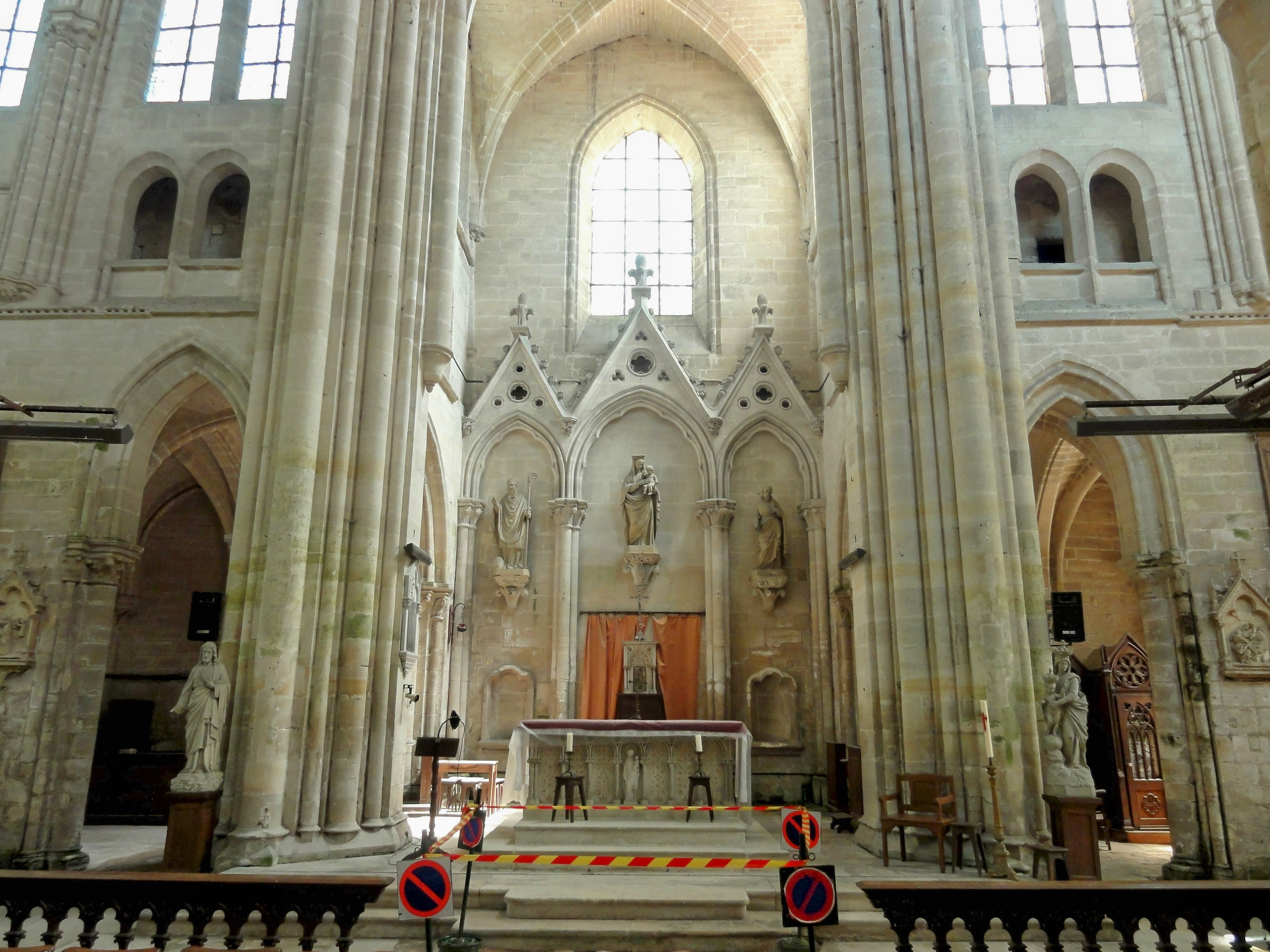
Chœur et chapelles latérales.

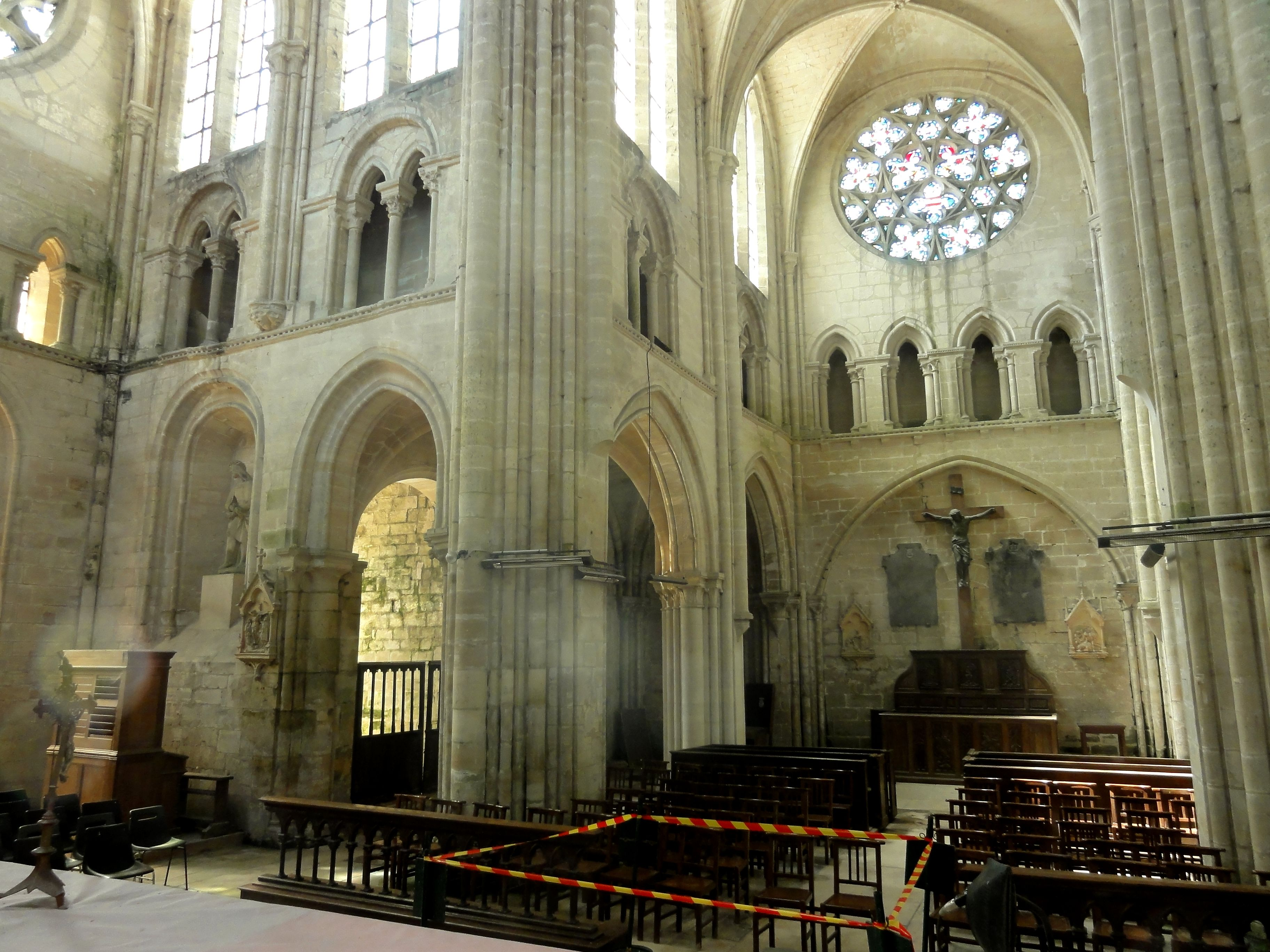
Croisillon sud et nef.

L'église est située dans le département français de l'Oise, sur la commune de Mello, au milieu du village sur la place de l'Église. La façade méridionale, orientée vers la place, tient lieu de façade principale. La façade occidentale ne donne que sur une étroite ruelle et anciennement sur le château d'Argyle ; on peut toutefois l'apercevoir de loin, en prenant du recul. Il en va de même de la façade du chevet qui est enclavée dans un terrain privé clôturé par un mur. L'élévation septentrionale donne sur une autre partie de la place de l'Église, qui est engazonnée et bordée d'arbres. L'impasse qui dessert cette place depuis la rue Guillaume-Cale à la limite nord du centre ancien est également appelée place de l'Église.

## Historique
En tant que siège de l'une des plus importantes seigneuries du Beauvaisis, Mello comptait plusieurs établissements religieux malgré la taille réduite du village. Martin de Mello fonde un chapitre de six chanoines en 1103 dans l'église Notre-Dame qui devient ainsi une collégiale. En 1157, Renaud de Mello fonde un prieuré dédié à sainte Marie-Madeleine, s'acquittant ainsi d'un vœu fait en Terre sainte au cas où il parviendrait à ramener un morceau de la Vraie Croix à Mello. Le prieuré est donné à l'abbaye de Vézelay, que Renaud rejoint lui-même en tant que religieux. En 1502, un concordat charge les chanoines de la collégiale des fonctions curiales, qu'ils sont supposés exercer collectivement - ce qui ne sera pas sans poser de problèmes dans l'avenir. En tout cas, la collégiale devient ainsi en même temps église paroissiale. En 1524, Louise de Nelle, dame de Mello, fonde un hôtel-Dieu sis à Cires-lès-Mello à quelques centaines de mètres plus loin au nord-ouest, mais administré par les gens de Mello. Six religieux du Tiers-Ordre franciscain y sont installés.
Des convoitises pour le morceau de la Croix sèment la discorde entre les chanoines, les religieux du prieuré et les autres ecclésiastiques de Mello. En 1571 le duc Henri Ier de Montmorency tente une réforme et ordonne que le morceau de la croix soit porté en la chapelle du château, pour y rester perpétuellement. Elle est alors enchâssée dans une petite croix d'argent doré. En 1618, en raison de la négligence des fonctions pastorales par les chanoines, l'évêque de Beauvais, Augustin Potier, décide qu'un curé en titre doit désormais être nommé. Le baron de Mello et l'abbaye Saint-Quentin de Beauvais ont alternativement le privilège de nommer à la cure. Sous la Révolution française en 1791, il est décidé que la relique de la croix doit revenir à la paroisse de Mello et elle aurait normalement dû être remise à l'église Notre-Dame, mais disparaît malheureusement et n'a jamais été retrouvée. L'église du prieuré est démolie pendant la même année.
Rien ne subsiste de l'église Notre-Dame primitive. L'édifice actuel remonte au dernier quart du XIIe siècle, et le rez-de-chaussée et l'étage du triforium sont achevés vers 1200. La seconde campagne de construction entre 1210 et 1220 environ porte sur les fenêtres hautes, les voûtes et toitures. De l'extérieur, il demeure facile de distinguer les deux campagnes de construction grâce à la couleur différente de la pierre, sombre en bas et claire en haut. Dès le XIVe siècle, des désordres apparaissent dans les parties hautes. La grande rosace du croisillon nord est en grande partie bouchée et remplacée par une fenêtre ordinaire, et les deux rosaces à l'ouest et au sud reçoivent un nouveau remplage.
Pendant la première moitié du XVIe siècle, les problèmes de structure obligent à une reconstruction partielle des piles de la croisée du transept, des parties hautes des murs orientaux du transept et du chœur et des voûtes autour de la croisée, notamment de celle du chœur. Les fenêtres en tiennent un profil plus aigu, y compris pour le triforium. Quelques ajouts sont effectués pendant le même siècle : un second bas-côté est construit au nord, dont la seconde travée se poursuit au nord par une chapelle de très faible profondeur, servant de sépulture à la famille de Montorency ; une chapelle semblable mais encore plus petite est construit à côté, devant le croisillon nord, pour abriter un tombeau en marbre de la famille de Nesle ; et une chapelle d'une travée est insérée entre le porche et le croisillon sud, déjà sous l'influence de la Renaissance. Ces remaniements n'affectent pratiquement pas l'aspect intérieur de l'église, et très peu la façade principale.
Malgré les réparations du XVIe siècle, les soucis de stabilité ne sont pas tout à fait résolus et toute la moitié orientale du chœur s'écroule en 1741. L'on ignore si la seconde travée du chœur se terminait par un chevet plat ou par une abside polygonale. Un simple mur percé d'une fenêtre en tiers-point non décorée ferme désormais le chœur à l'est. La flèche de croisée en charpente date également du XVIIIe siècle. Au XIXe siècle, pour remédier aux dégâts occasionnés par les fréquentes crues du Thérain, le sol est considérablement remblayé autour de l'église et à l'intérieur. Le chœur est soumis à d'importantes restaurations à la même époque. À la suite de son classement au titre des monuments historiques par arrêté du 16 août 1921, une campagne de restauration est lancée en 1927 sous la direction de l'architecte en chef des monuments historiques A. Collin. Le souffle des bombardements touchant des maisons à proximité de l'église pendant la Seconde Guerre mondiale endommage les parties hautes de l'église, et une nouvelle campagne de restauration s'impose,.

## Description

### Aperçu général

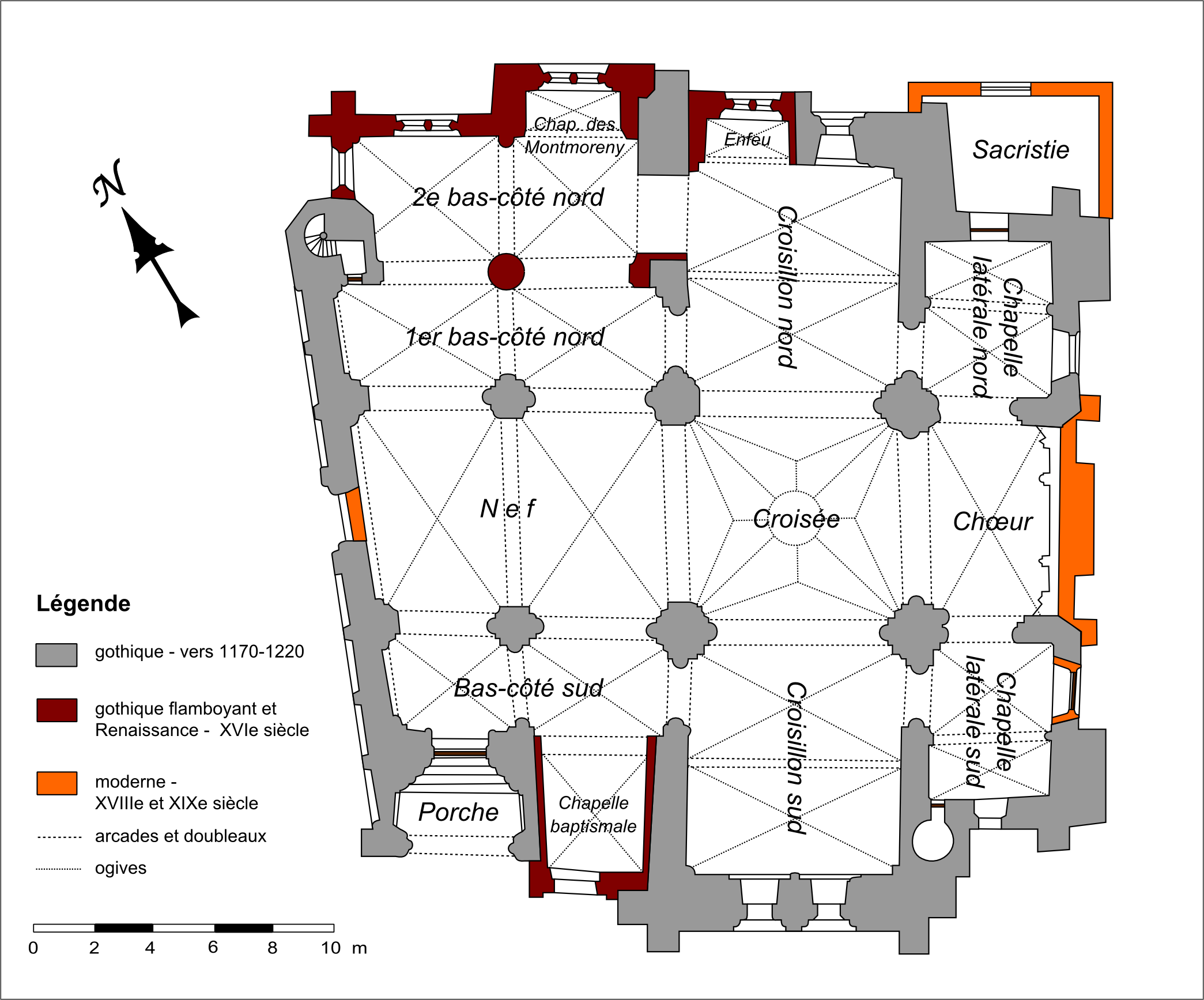
Plan de l'église.

Régulièrement orientée, l'église suit un plan cruciforme abstraction faite des ajouts du XVIe siècle, mais comme particularité, l'extension est-ouest ne dépasse pas l'extension nord-sud. Au contraire, le mur occidental étant placé en biais avec une nef plus longue au nord qu'au sud, l'élévation méridionale n'atteint même pas la longueur du transept. 
L'église se compose d'une nef de seulement deux travées accompagnées de deux bas-côtés, dont celui du nord double depuis le XVIe siècle ; d'un transept saillant dont chaque croisillon comporte deux travées successives ; et d'un chœur au chevet plat, flanqué de deux bas-côtés, qui se prolongent chacun par une chapelle moins profonde respectivement au nord et au sud. Ces chapelles ne communiquent pas avec le transept. À cette configuration, s'ajoutent un porche d'origine devant le portail méridional dans la première travée du bas-côté sud ; une chapelle entre le porche et le croisillon sud ; une petite chapelle très peu profonde devant la seconde travée du (second) bas-côté nord ; et une chapelle semblable devant le croisillon nord. Elle n'occupe qu'une partie de la façade du rez-de-chaussée du croisillon. Au total, l'église possède donc cinq chapelles : les trois mentionnées en dernier lieu et ajoutées au XVIe siècle, et les deux de part et d'autre du chœur. Parmi ces chapelles, celles à côté du porche est la plus spacieuse. 
Le portail sous le porche constitue l'unique accès à l'église. L'élévation porte sur trois niveaux : fenêtres basses ou grandes arcades, triforium et fenêtres hautes, et l'église présente un pignon aux quatre points cardinaux. Les bas-côtés sont recouverts de toits en appentis faiblement inclinés laissant libres les fenêtres hautes, sauf au nord de la nef, où les toits en appentis sont établis en continuité avec la toiture de la nef.

### Extérieur

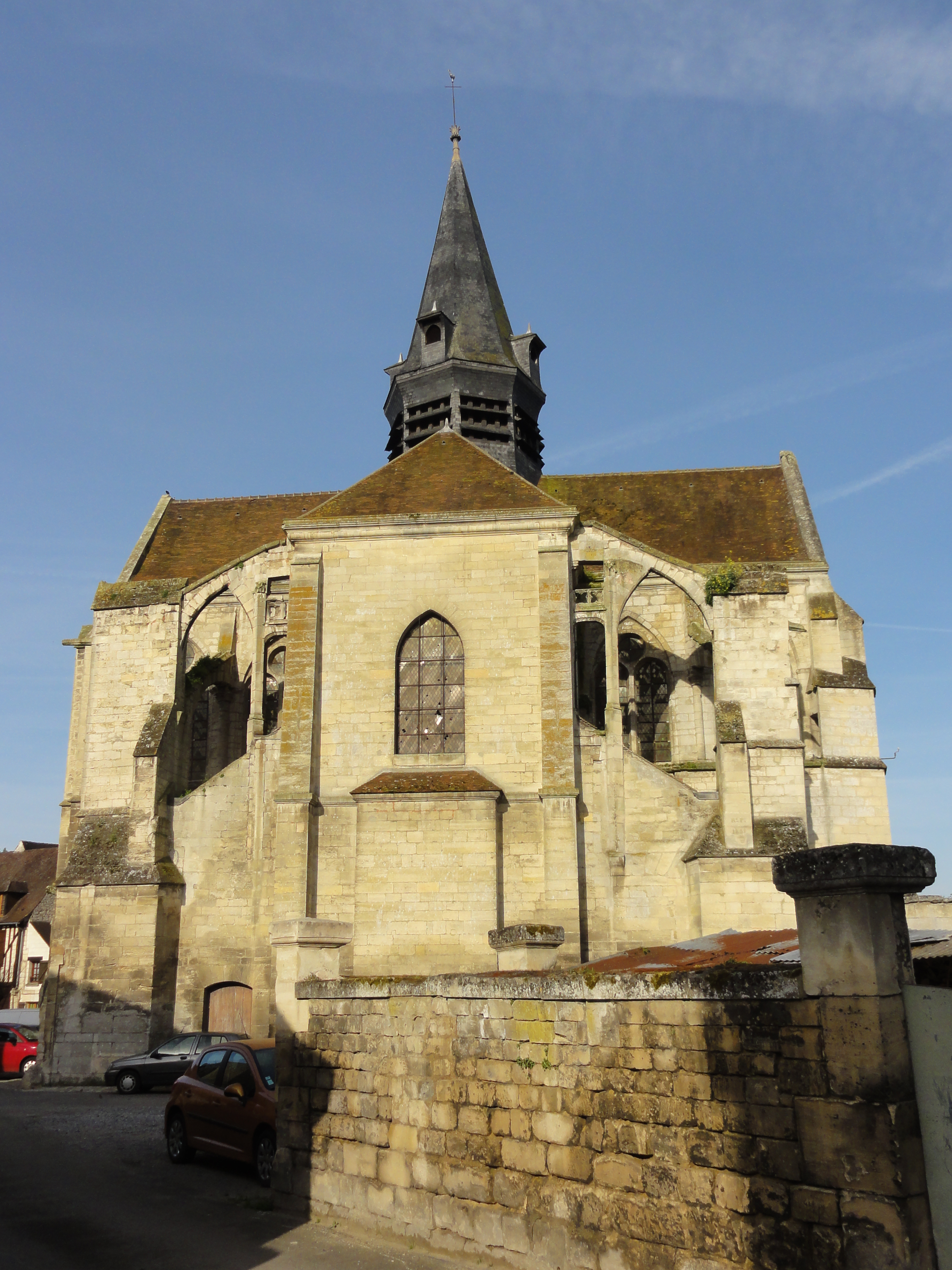
Vue sur le chevet.

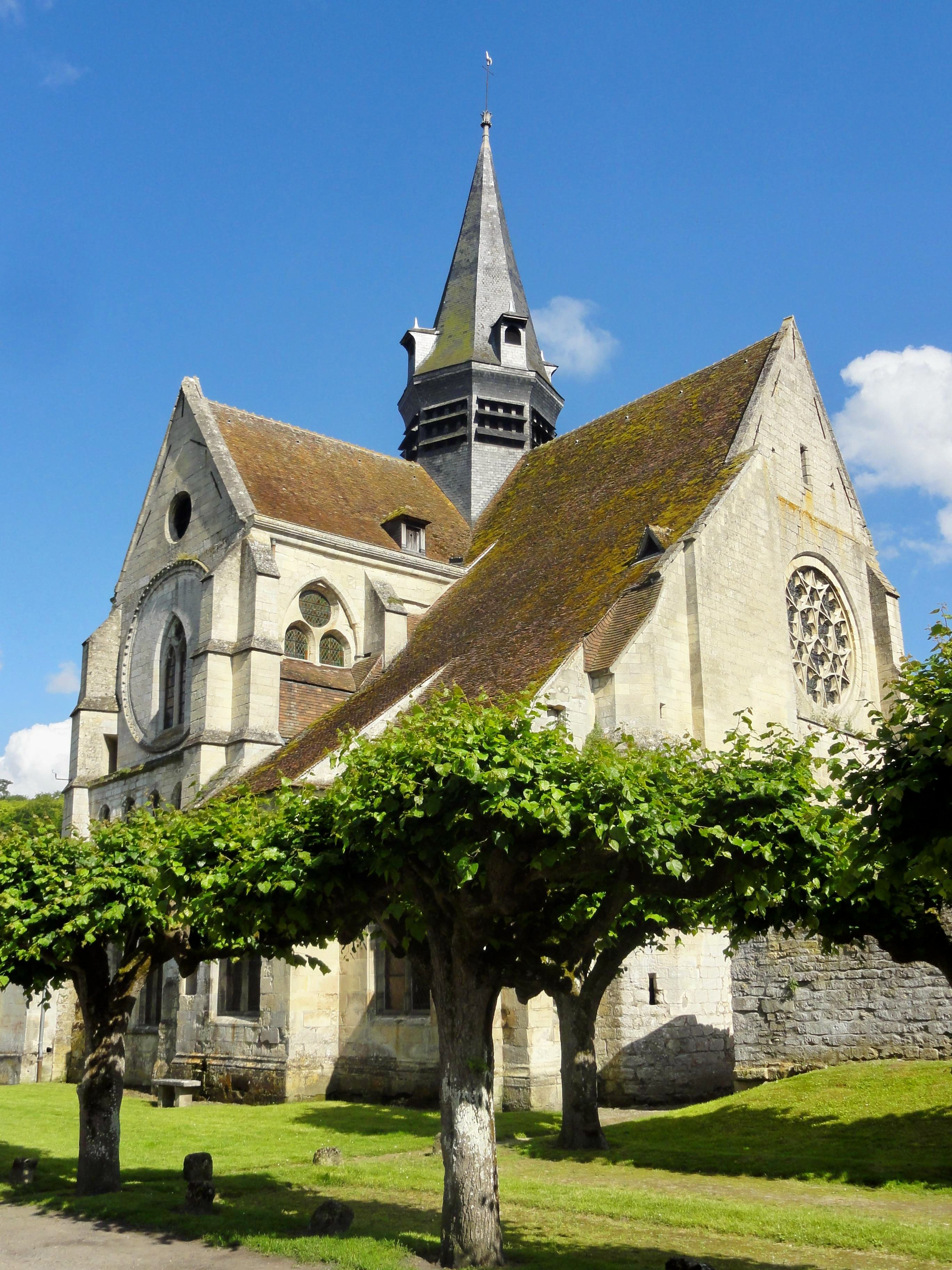
Vue depuis le nord-ouest.

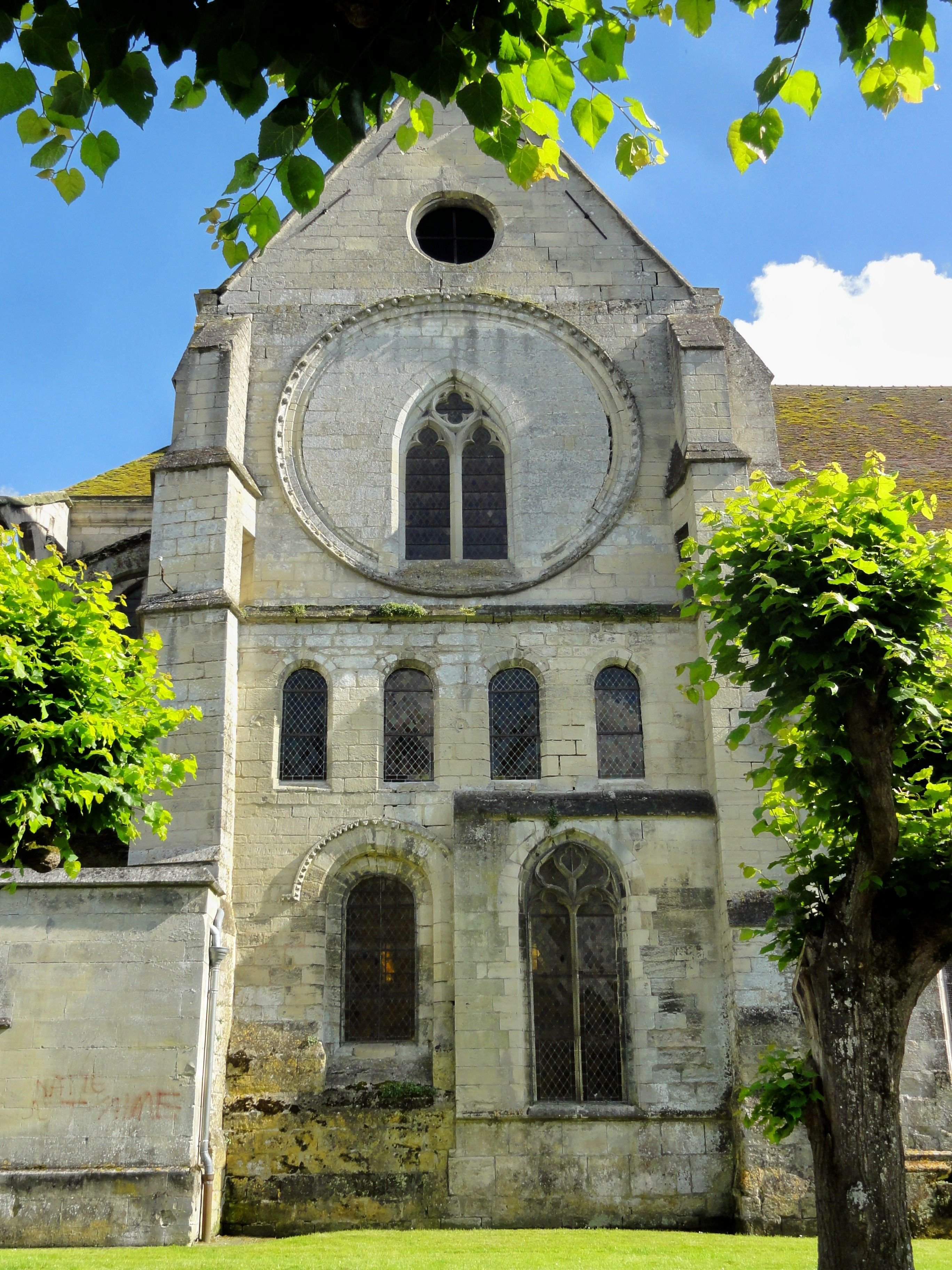
Croisillon nord.

La silhouette de l'église est très compacte et inhabituelle, mais la largeur du transept dont le croisillon sud domine la façade principale indique l'importance de l'édifice, et la façade du croisillon sud trahit également l'élévation ambitieuse sur trois niveaux qui règne à l'intérieur. La façade du croisillon est épaulée par deux contreforts orthogonaux à chaque angle, dont seulement ceux tournés vers le sud sont scandés par trois ressauts faiblement prononcés près du sol. Le glacis inférieur se prolonge sur tout le mur, et c'est sur lui que sont alignées les deux fenêtres plein cintre du rez-de-chaussée, d'inspiration encore romane. Celles-ci sont surmontées d'archivoltes toriques reposant sur des colonnettes à chapiteaux, et au-dessus de la voussure s'ajoutent un second tore et un cordon en dents de scie. Au-dessus de ses fenêtres, se situe une succession de quatre petites baies plein cintre non décorées, destinées à ajourer le triforium. Les murs latéraux présentent une seule fenêtre du même type, dans la travée d'extrémité du croisillon seulement.
Plus haut encore, un larmier court le long du mur et inclut même les contreforts, comme déjà le glacis au niveau du rez-de-chaussée. Il s'agit ici d'une coursière, accessible par des ouvertures dans les contreforts. Le mur de l'étage des fenêtres hautes est donc légèrement placé en retrait. La coursière est percée d'une énorme rosace dont les moulures qui l'entourent sont d'origine. Le remplage peut être interprété de différentes façons ; l'on peut voir trois étoiles, dont deux en bas et un en haut, chacun à six extrémités, ainsi que les extrémités de trois autres étoiles dont le reste se situerait en dehors de la fenêtre. Les centres des étoiles forment des hexagones autour desquelles sont disposées six triangles, mais les espaces entre les étoiles, et entre les étoiles et la bordure de la fenêtre, forment au total neuf oculi quatre-feuilles, dont certains placés diagonalement. Sur les murs gouttereaux, les croisillons sont également pourvus de fenêtres hautes. Il s'agit de deux lancettes en tiers-point surmontées par un oculus simple, l'ensemble non décoré et s'inscrivant dans un arc de décharge en tiers-point.
Le croisillon nord est initialement très semblable au croisillon sud, mais le remplacement du remplage de la rosace par une fenêtre à deux lancettes aux têtes tréflées surmontées d'un quatre-feuilles, ainsi que la petite chapelle en bas à droite ont modifié sa physionomie. La chapelle à peine saillante est pourvue d'une baie à deux lancettes à têtes tréflées, mais surmontée par des soufflets et mouchettes dans le goût flamboyant. D'autres différences existent au niveau des moulures de l'ancienne rosace, qui comportent ici un rang de perles, et au niveau des contreforts. Ils sont scandés ici par un glacis supplémentaire à mi-hauteur de l'étage des fenêtres hautes, et se terminent par un glacis au lieu d'un chaperon. La baie latérale regardant l'ouest est à moitié obstruée par le toit en appentis du second bas-côté et de la chapelle qui s'y ajoute au nord. Ce toit assez disgracieux a également conduit à la suppression des arcs-boutants. Le bras nord du transept n'en compte donc plus qu'un seul, à l'est ; le bras sud en compte deux. Ces arcs-boutants partagent la culée avec les arcs-boutants respectivement de la nef et du chœur, mais les arcs-boutants du chœur sont placés plus haut.
Peu de choses sont à dire du chœur, mutilé depuis 1741. Le rez-de-chaussée n'est éclairé que par une seule baie plein cintre tant au sud qu'au nord, décorée simplement d'un sourcil. Les toits en appentis des bas-côtés sont couverts de tuiles plates. Les fenêtres hautes sont vastes, mais ont perdu leur disposition d'origine, qui se rencontre encore au sud de la nef. Initialement, deux lancettes non moulurées s'inscrivaient dans un arc de décharge nettement plus large ; au-dessus des lancettes, l'espace est simplement laissé libre, sans oculus. Dans le chœur, l'ensemble de l'arc de décharge a été ouvert, et le remplage a été remplacé par deux meneaux verticaux. Les arcs-boutants sont eux-mêmes consolidés par un genre de béquille à proximité des murs hauts du chœur.
La nef est épaulée par des contreforts plats, contre lesquels prennent appui les arcs-boutants à simple volée, absents cependant au nord. Les fenêtres hautes ont déjà été décrites à propos du chœur. Au sud, le toit en appentis faiblement incliné du bas-côté et de la chapelle est couvert de dalles de pierre. La chapelle, éclairée par une baie plein cintre, est flanquée près du porche par une esquisse de pilastre, portant un entablement ébauché. L'élément dominant du côté de la façade méridionale est toutefois le porche, construit en même temps avec l'église. Assez profond, il s'ouvre sous un gâble aigu, agrémenté à son sommet par un édicule destiné à abriter une petite statue de la Vierge à l'Enfant. Son gâble est ajouré à la façon d'une lancette à tête tréflée et repose sur les chapiteaux à crochets de deux colonnettes. Quant à l'arcade donnant accès au porche, elle est proche du plein cintre et à peine brisée. Sa double archivolte est surmontée d'un cordon en dents de scie et retombe sur deux colonnettes à chapiteaux. Le portail proprement dit présente un profil en tiers-point et il est encadré par deux groupes de quatre colonnettes à chapiteaux. Le plafond du porche est voûté d'ogives.
Les élévations nord et ouest de la nef sont un peu négligées. Comme déjà évoqué, des toits en appentis d'une esthétique douteuse recouvrent le second bas-côté et la chapelle, en continuité directe du rampant nord du toit de la nef. Si l'aspect actuel de l'élévation nord résulte des transformations du XVIe siècle, elle n'a vraisemblablement jamais possédé de fenêtres hautes. De même, la façade occidentale n'a pas fait l'objet de soins particuliers car donnant presque immédiatement sur le château d'Argyle, aujourd'hui disparu. Elle est dissymétrique, avec un contrefort à ressauts tel que ceux du croisillon nord à droite, mais une tourelle d'escalier dans l'œuvre à gauche, rendant superflu le contrefort. La partie haute du mur est toutefois occupée par une grande rosace au remplage très élaboré, à l'instar de celle du croisillon sud. Mais contrairement aux croisillons, les baies pour l'ajourement du triforium font défaut : le mur est complètement aveugle en dessous de la rosace. Au niveau du rez-de-chaussée, il est toutefois orné d'une succession de sept arcatures en tiers-point, dont celle au centre n'est autre qu'un ancien portail bouché. Cantonné de deux colonnettes à chapiteaux, mais initialement au moins de deux autres, il conserve son tympan agrémenté d'une Résurrection d'une facture très fruste. À la fin du XIXe siècle, l'étroit passage devant la façade occidentale était encore couvert par un plafond de bois, supporté de l'autre côté par une série de modillons sculptés en masques grimaçants coiffés de feuillages,.

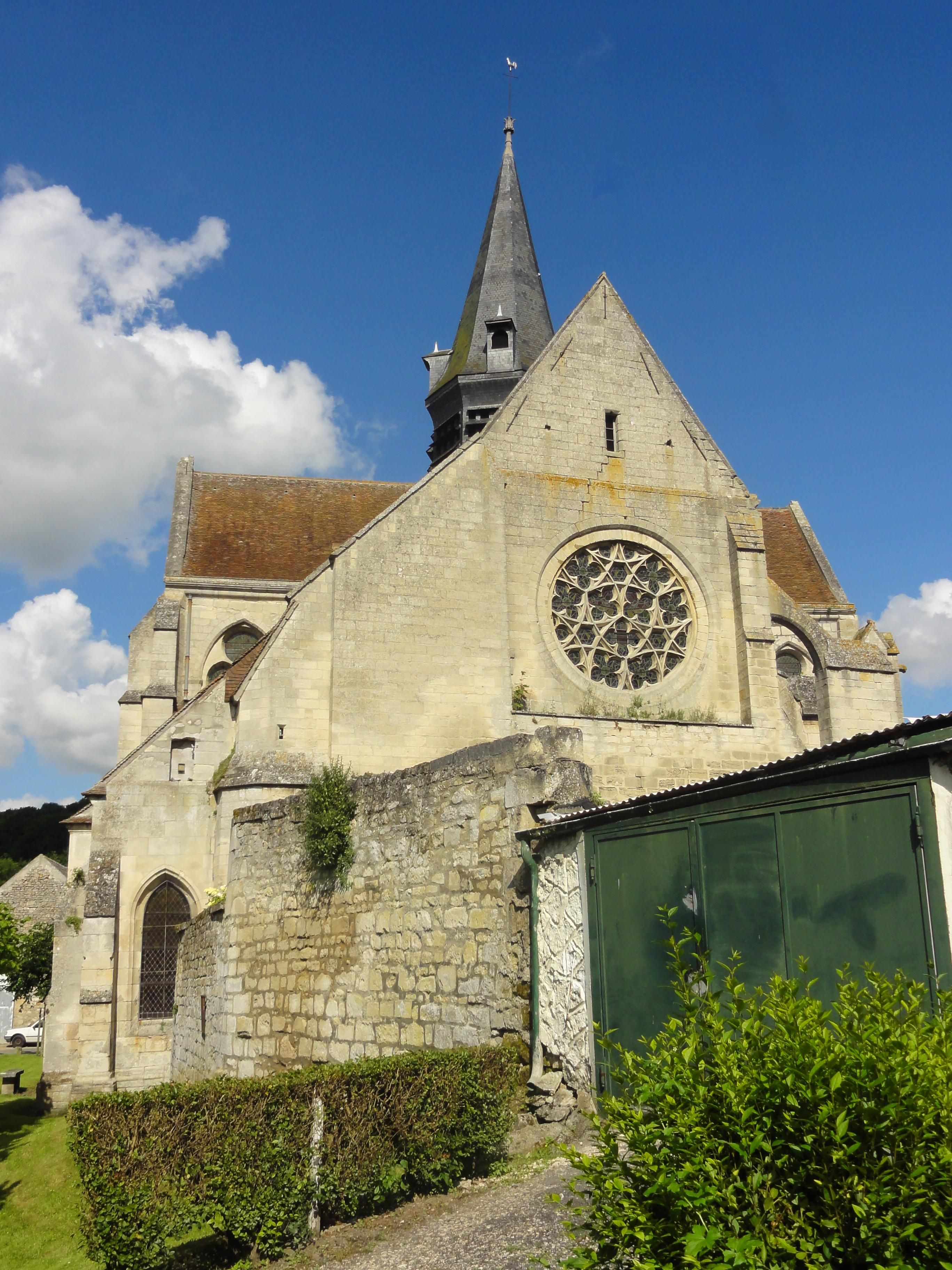
Façade occidentale.
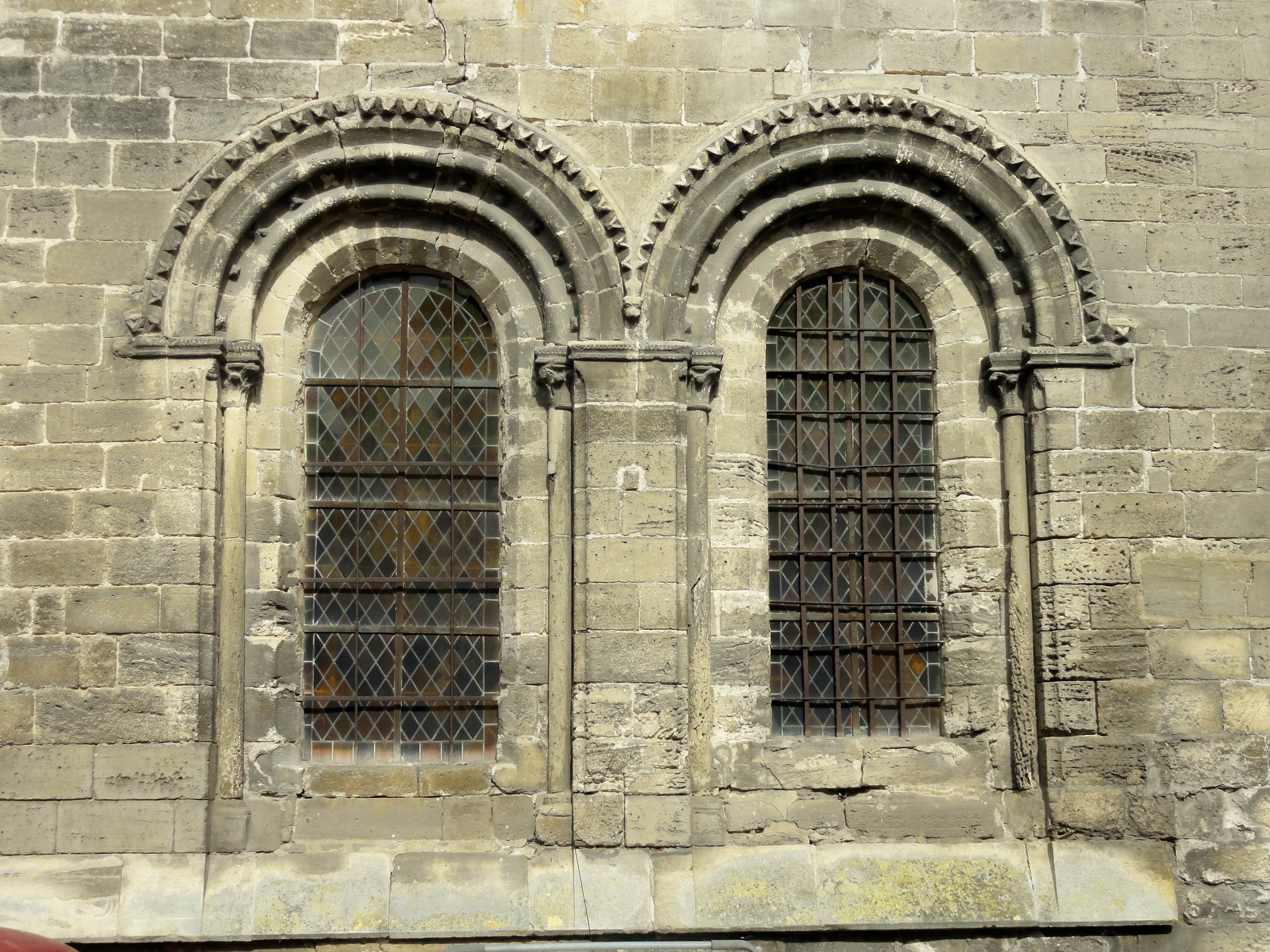
Fenêtres basses du croisillon sud, de style roman.
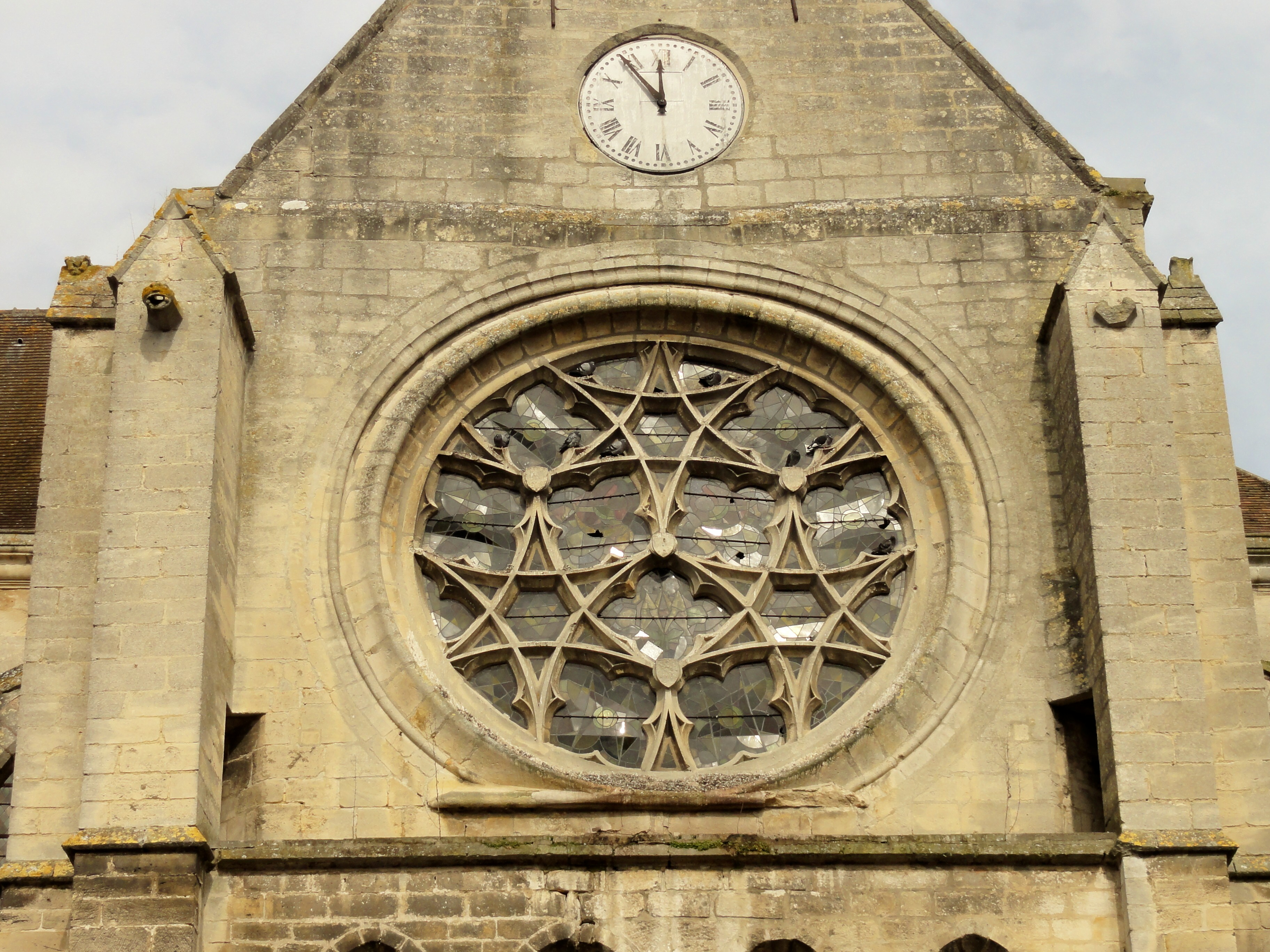
Croisillon sud, rosace du XIVe siècle.
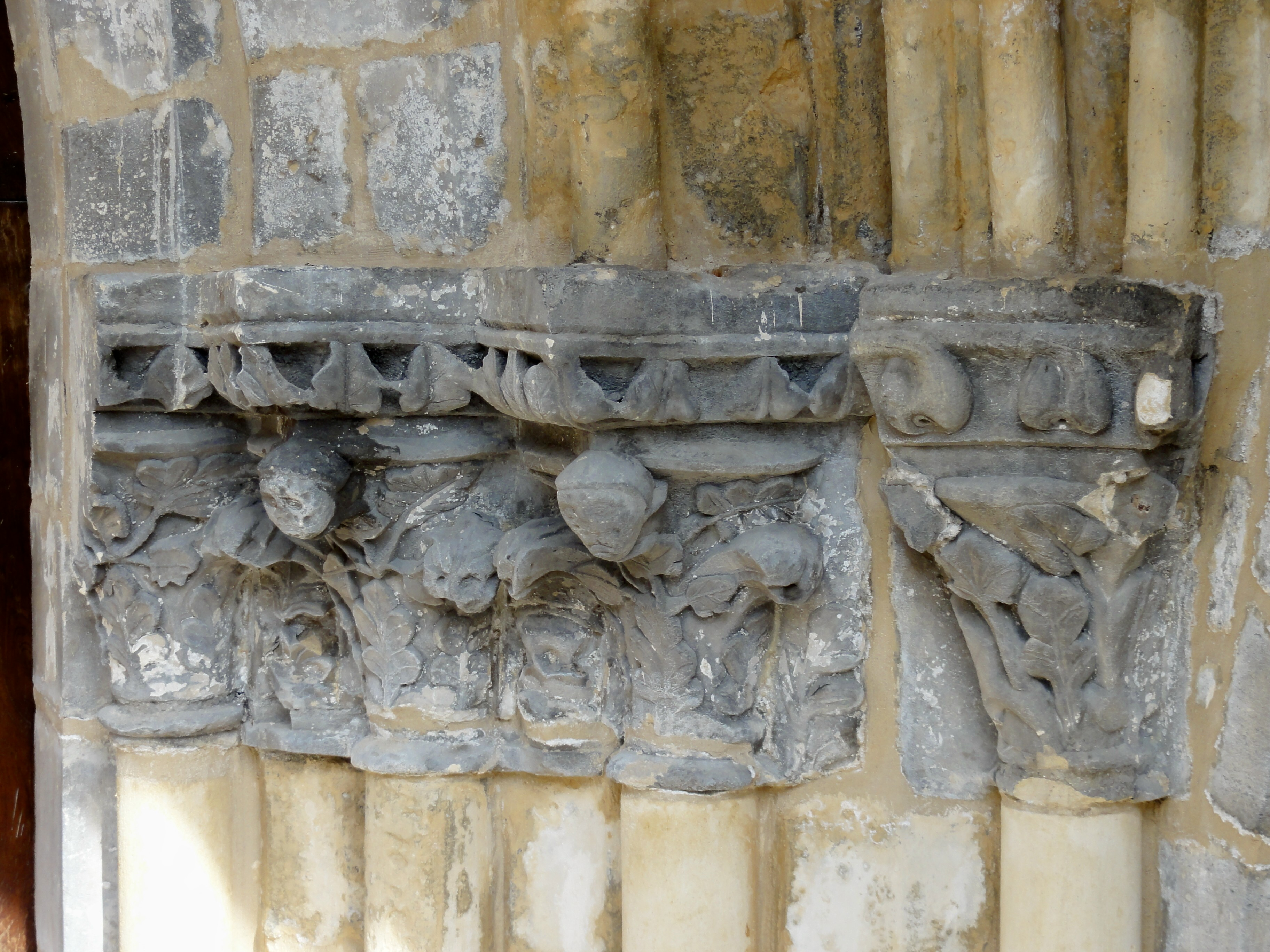
Chapiteaux à droite du portail méridional.
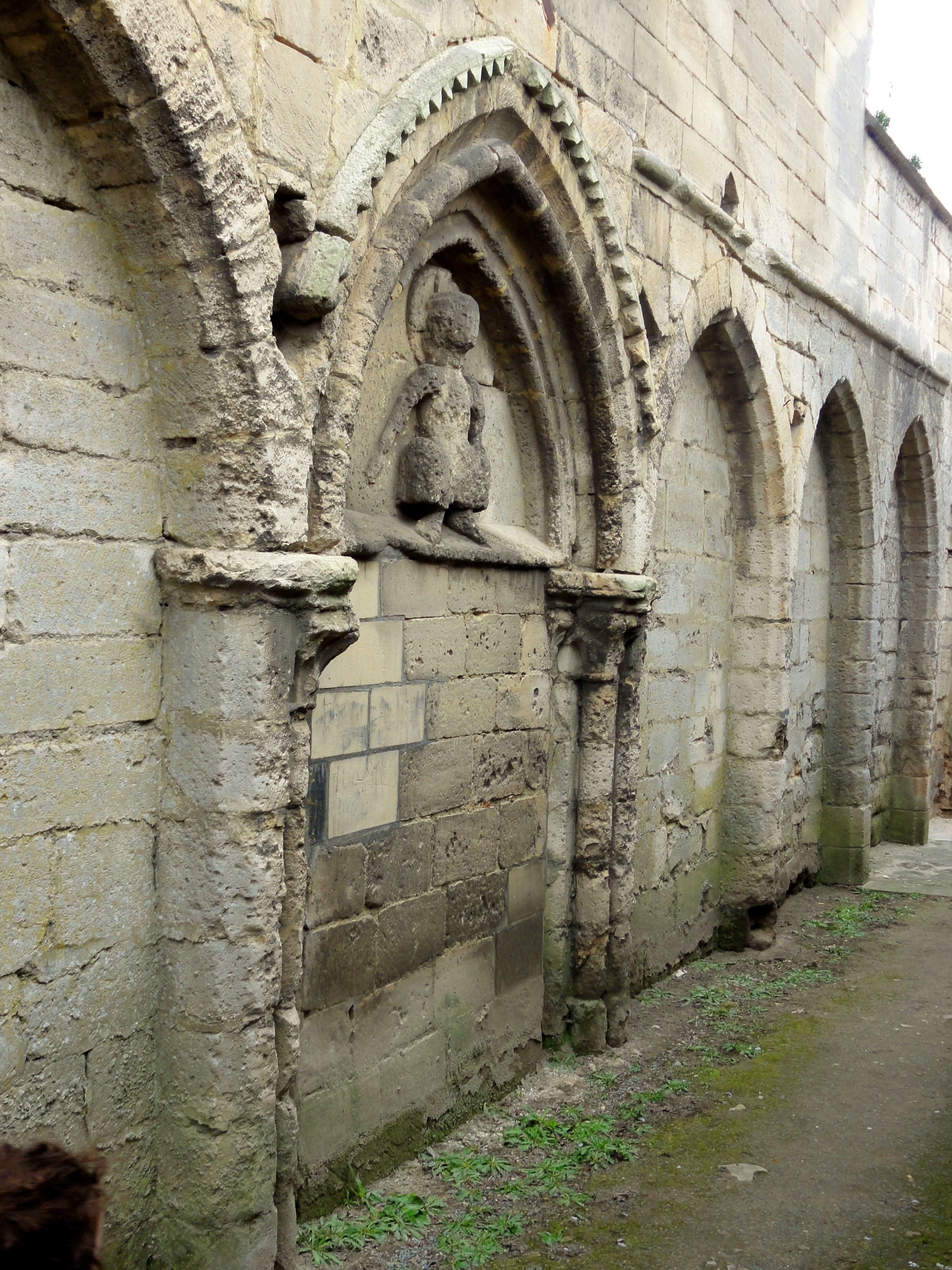
Façade occidentale, partie basse et ancien portail.
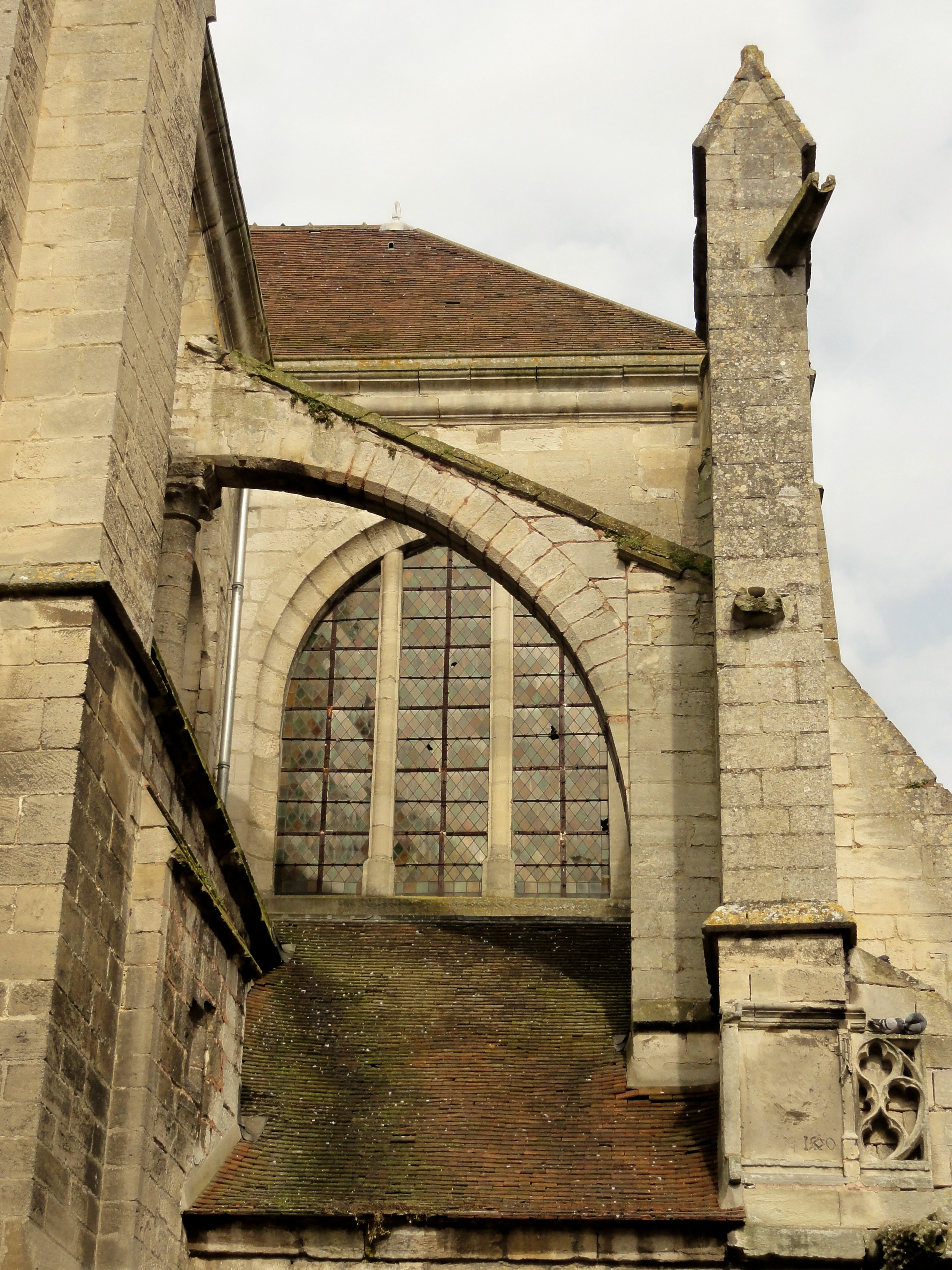
Arcs-boutants à l'angle du croisillon sud et du chœur.

### Intérieur

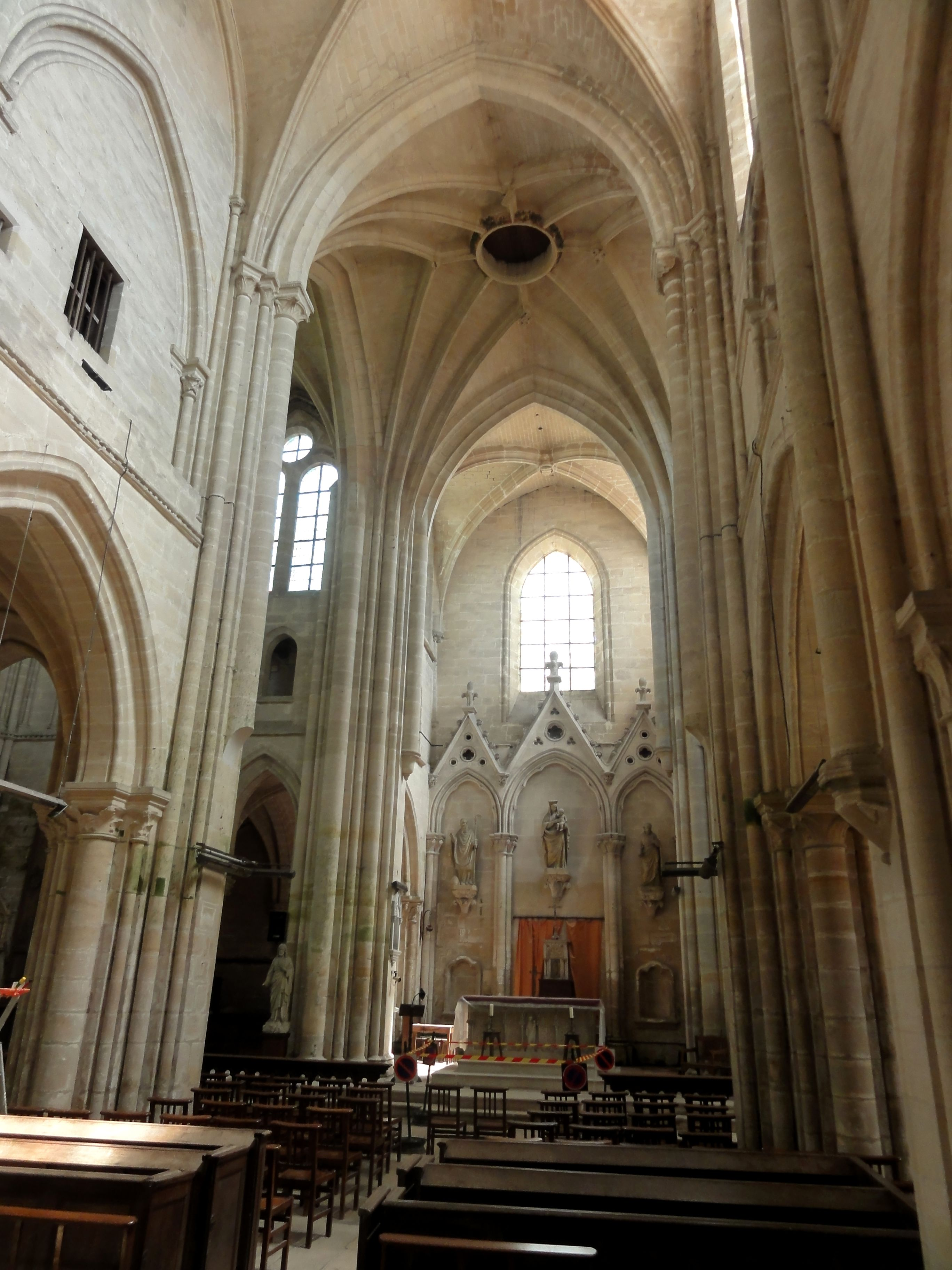
Vue générale depuis l'ouest.

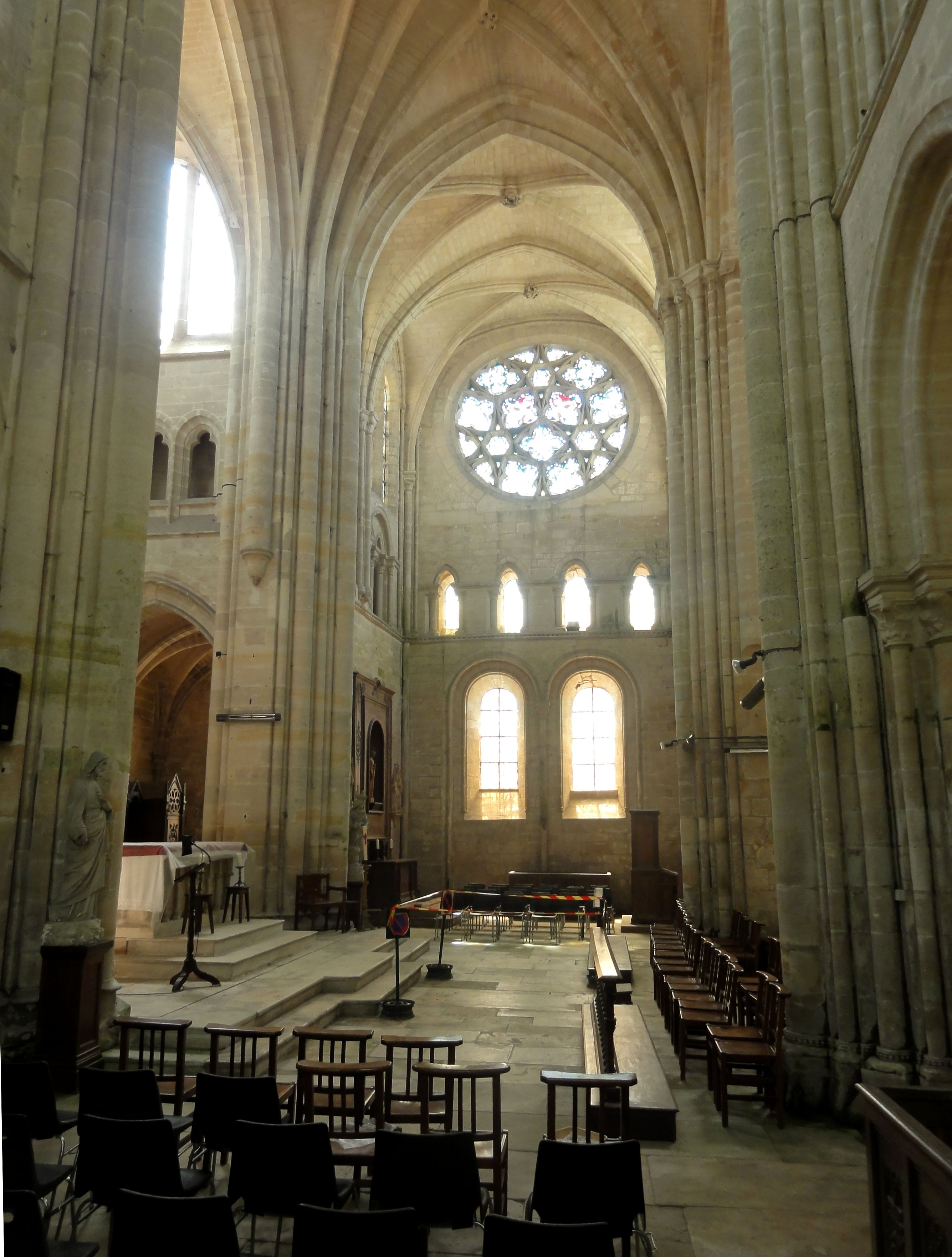
Transept, vue nord-sud.

Alors que l'extérieur paraît assez disparate, l'intérieur est bien équilibré, et le vaisseau central tout comme le transept ne font pas apparaître beaucoup d'irrégularités. Au contraire, les deux croisillons et la nef présentent un agencement largement identique, sauf que l'extrémité de la nef est aveugle au niveau du rez-de-chaussée. Toutes les travées sont voûtées d'ogives, et la croisée possède une voûte à liernes et tiercerons créée lors des réparations à la période flamboyante. Les supports sont assez originaux. Au-dessus des grandes arcades, un bandeau de deux tores encadrant un rang de dentelures sert d'appui aux arcades du triforium et souligne la verticalité. Les fines colonnettes issues des formerets s'arrêtent net sur ce bandeau. Elles possèdent de petits chapiteaux en hauteur, nettement au-dessus des chapiteaux du second ordre des ogives et doubleaux. Ces derniers donnent naissance à des colonnettes plus épaisses, qui ne rejoignent pas non plus toutes le niveau du sol. En effet, dans les croisillons, elles s'arrêtent sur de grandes consoles ornées de trois masques, un peu au-dessus du bandeau déjà décrit. Dans la nef, les colonnettes correspondant aux ogives descendent jusqu'au sol, mais la colonnette centrale s'arrête sur une console un peu en dessous des chapiteaux du premier ordre. Ces derniers concernent les grandes arcades et les voûtes des bas-côtés. Pour chaque grande arcade en tiers-point, l'on relève de chaque côté une colonne avec un grand chapiteau, flanquée de deux fines colonnettes avec d'étroits chapiteaux pour les deux doubleaux secondaires. Pour les voûtes des bas-côtés, trois colonnettes suffisent : les formerets ne disposent donc pas de colonnettes propres. Cette disposition est tout à fait classique. Une autre particularité existe toutefois dans la croisée, dont chaque angle est occupé par des faisceaux de colonnettes de trois épaisseurs différents : le diamètre maximal correspond aux doubleaux, le diamètre médian aux ogives et le diamètre minimal aux liernes. Comme d'habitude, ces faisceaux sont dépourvus de chapiteaux bas, mais les colonnes du doubleau de la nef sont tronquées au-dessus des chapiteaux du premier ordre.
En plus des supports des hautes voûtes et des grandes arcades, l'élément déterminant de l'espace intérieur est le triforium. Concernant les extrémités du transept, il s'agit l'un des premiers exemples de triforium ajouré. Le triforium connaît deux variantes : une pour les murs gouttereaux, et une pour les murs d'extrémité. Le long des murs gouttereaux, il s'ouvre sous un arc de décharge plein cintre par travée, dont le tore de l'archivolte repose sur un second bandeau mouluré au niveau des impostes. Il est à noter que le seuil des fenêtres hautes touche presque immédiatement à l'arc de décharge du triforium. Il repose sur les lourds chapiteaux à crochets de deux colonnettes, alors que les deux petites arcades en tiers-point à l'intérieur reposent elles-mêmes sur trois colonnettes à chapiteaux du même type. Le tympan n'est pas ajouré. Les arcades du triforium sont par ailleurs loin de remplir toute la largeur du mur. Le long des murs d'extrémité, les arcs de décharge font défaut, et quatre arcades en tiers-point moins hautes que les précédentes s'ouvrent directement dans le mur. Leurs archivoltes toriques reposent sur un bandeau plus élaboré, comportant un rang de perles au milieu. Ce bandeau sert en même temps de tailloir aux chapiteaux à crochets des deux colonnettes par arcade, qui sont les mêmes que sur les murs gouttereaux. Dans le chœur et sur les murs gouttereaux orientaux des croisillons, le triforium a été remanié à la période flamboyante, et les arcatures sont devenues plus aigües. Un triforium existe donc le long de tous les parois de l'église, avec toutefois une exception : le mur septentrional de la nef. Ici, deux grandes arcades identiques à celles du rez-de-chaussée le remplacent, la seule différence étant la hauteur réduite des colonnettes. Ces grandes arcades expliquent aussi l'absence de fenêtres hautes de ce côté. Elles s'ouvrent sur une véritable tribune, largement plus profonde que l'étroite galerie du triforium, et qui aurait servi de tribune seigneuriale, avec un accès direct depuis le château d'Argyle.

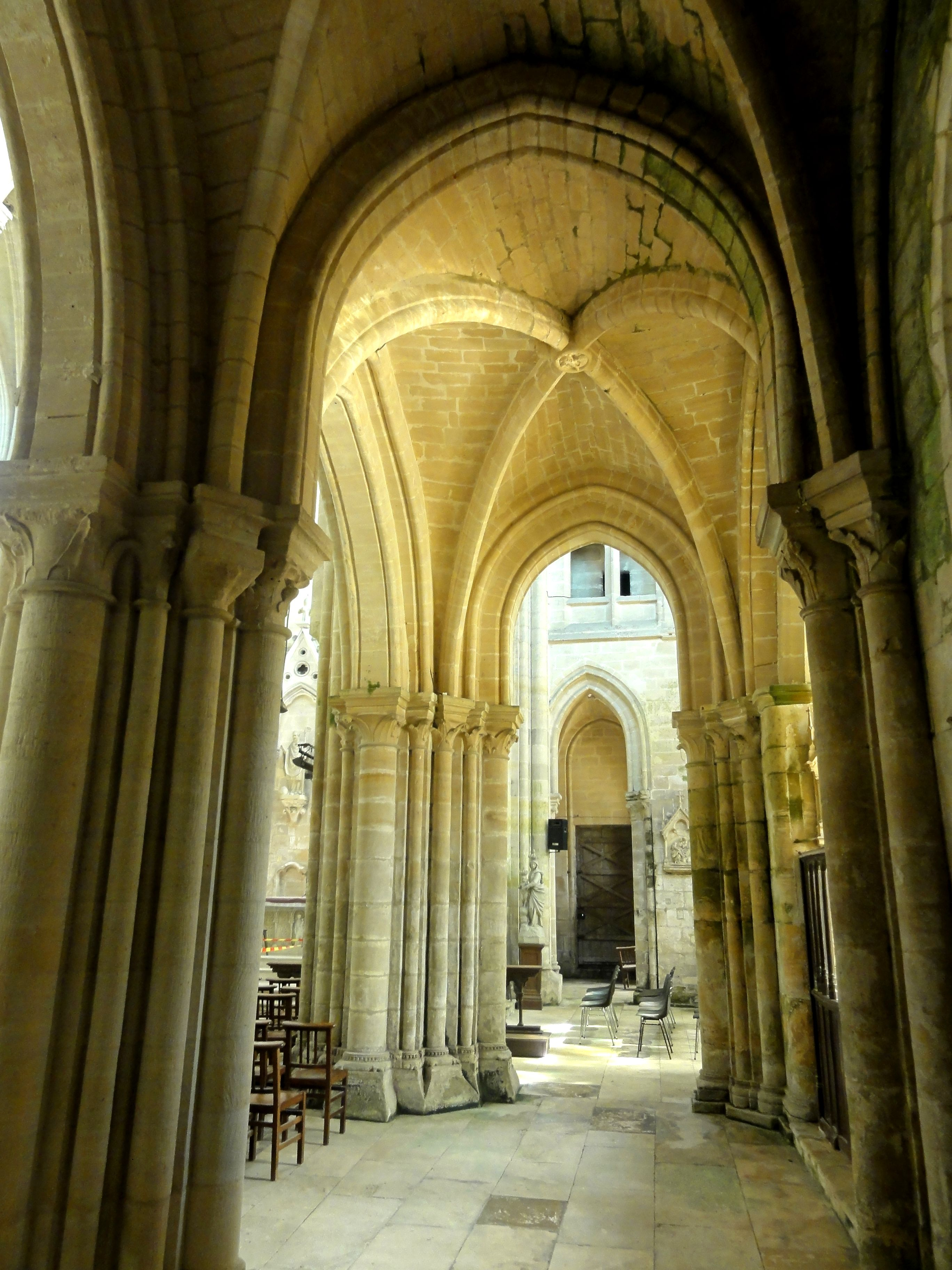
Bas-côté sud.
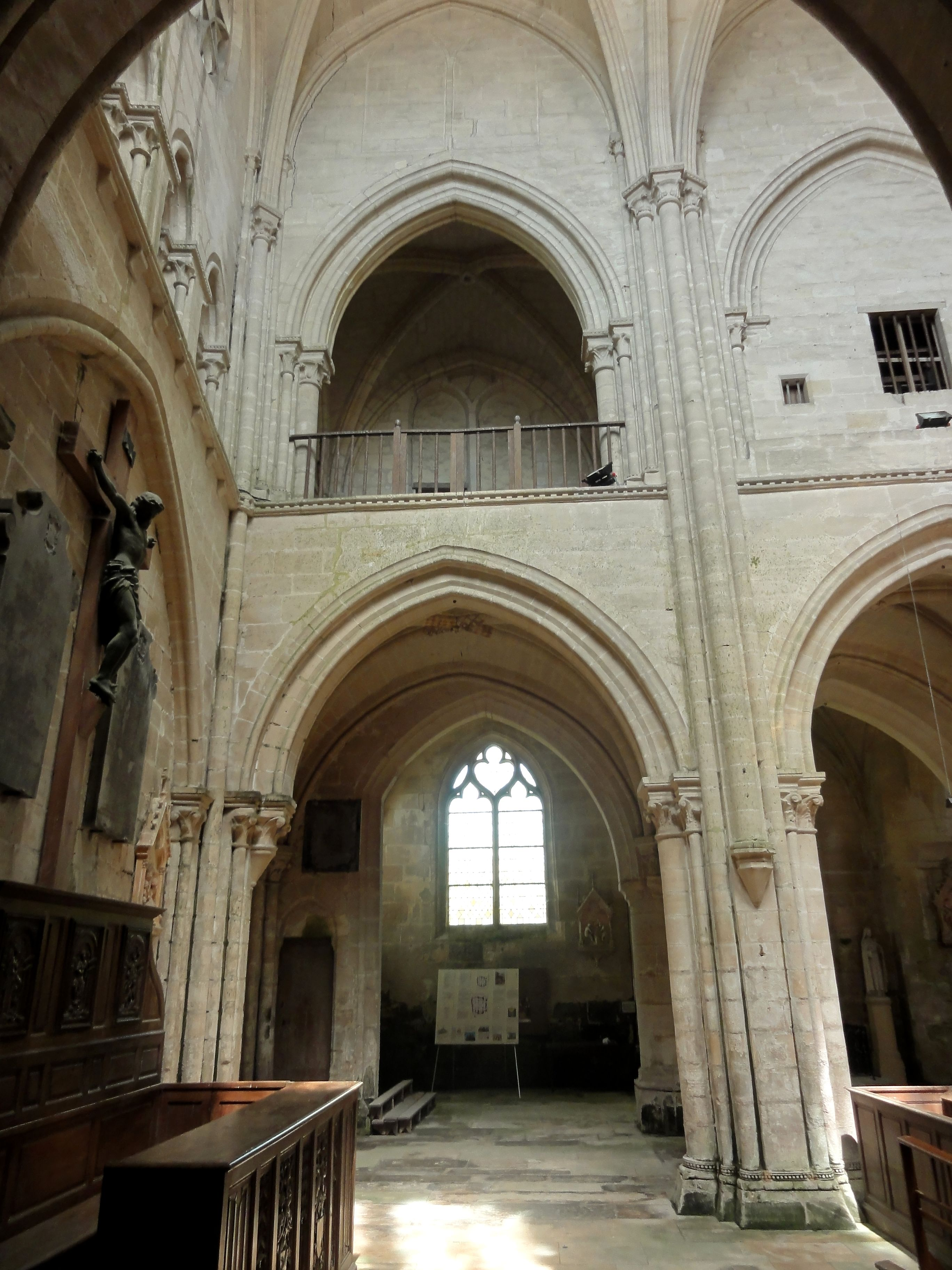
Nef, côté nord.
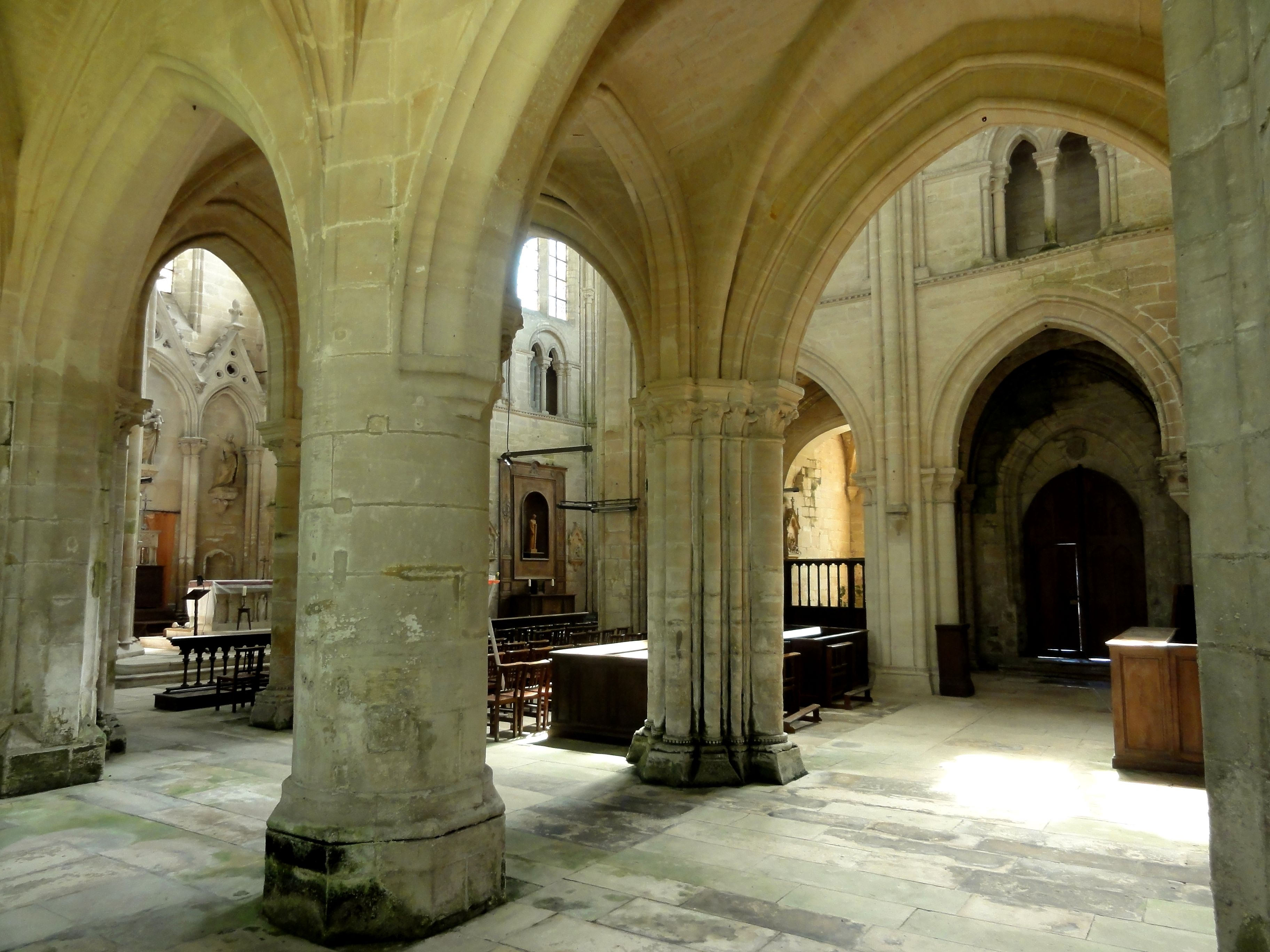
Double bas-côté nord.
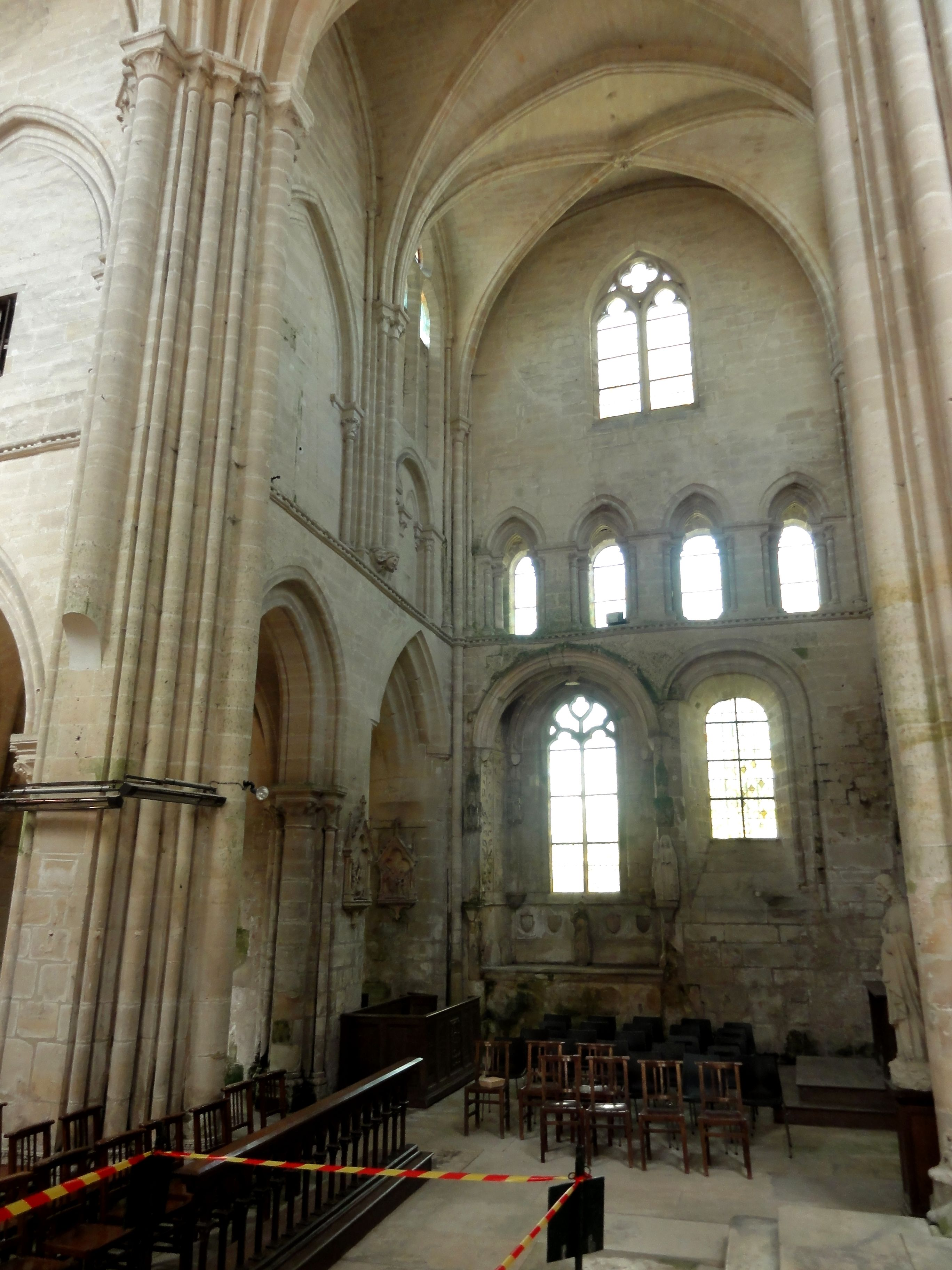
Croisillon nord.
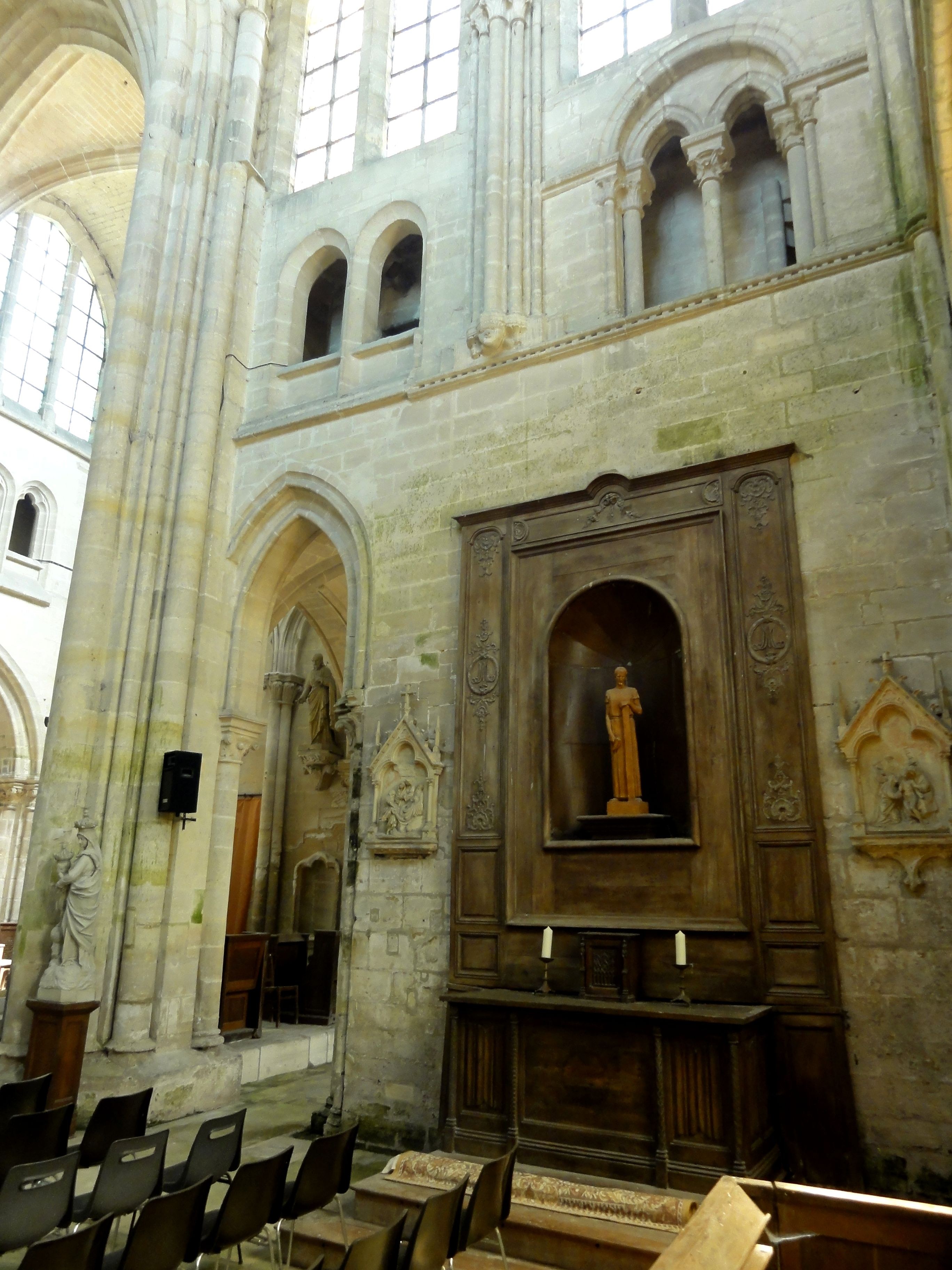
Croisillon sud, côté est.
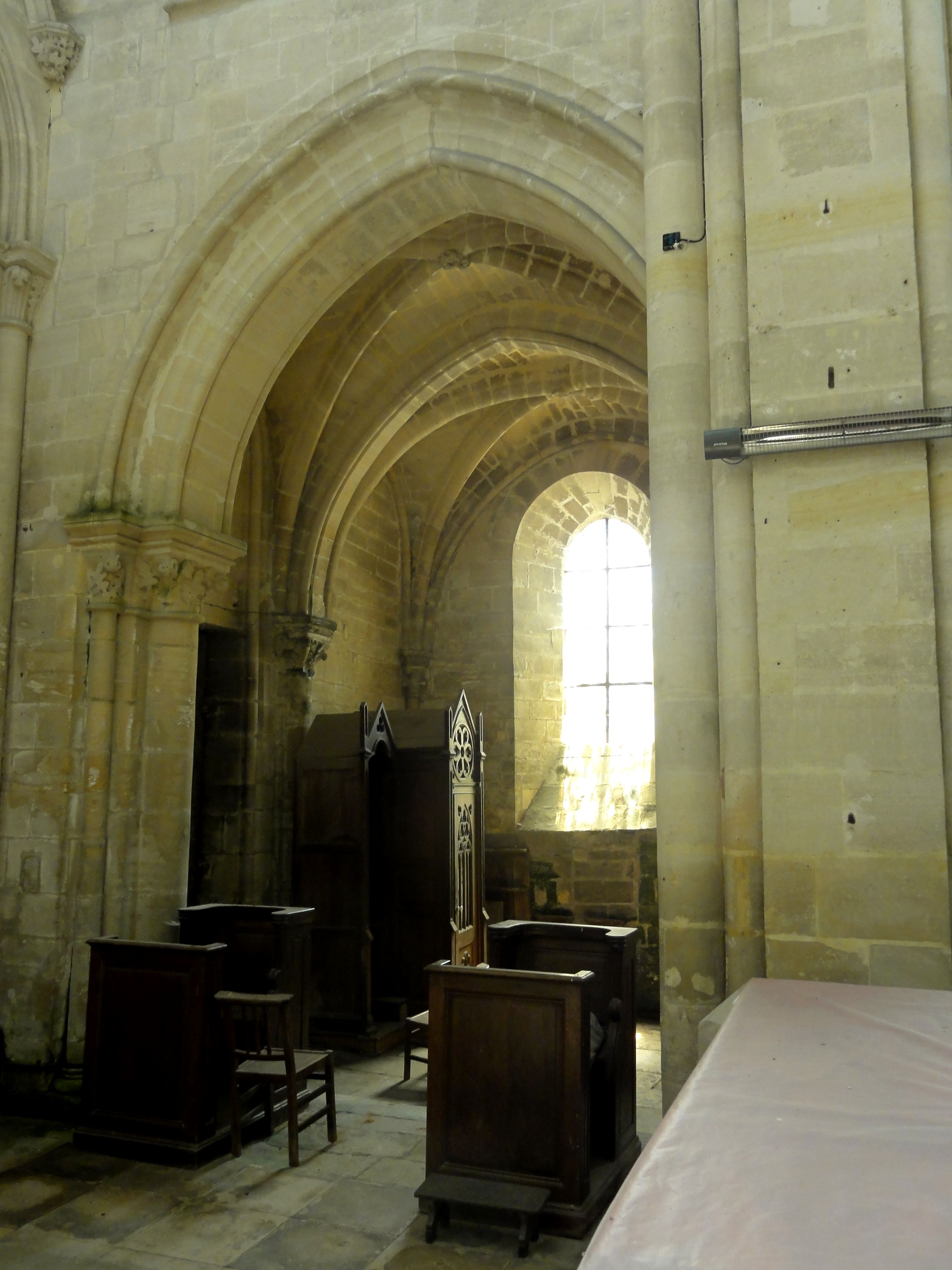
Chapelle au sud du chœur.

## Mobilier

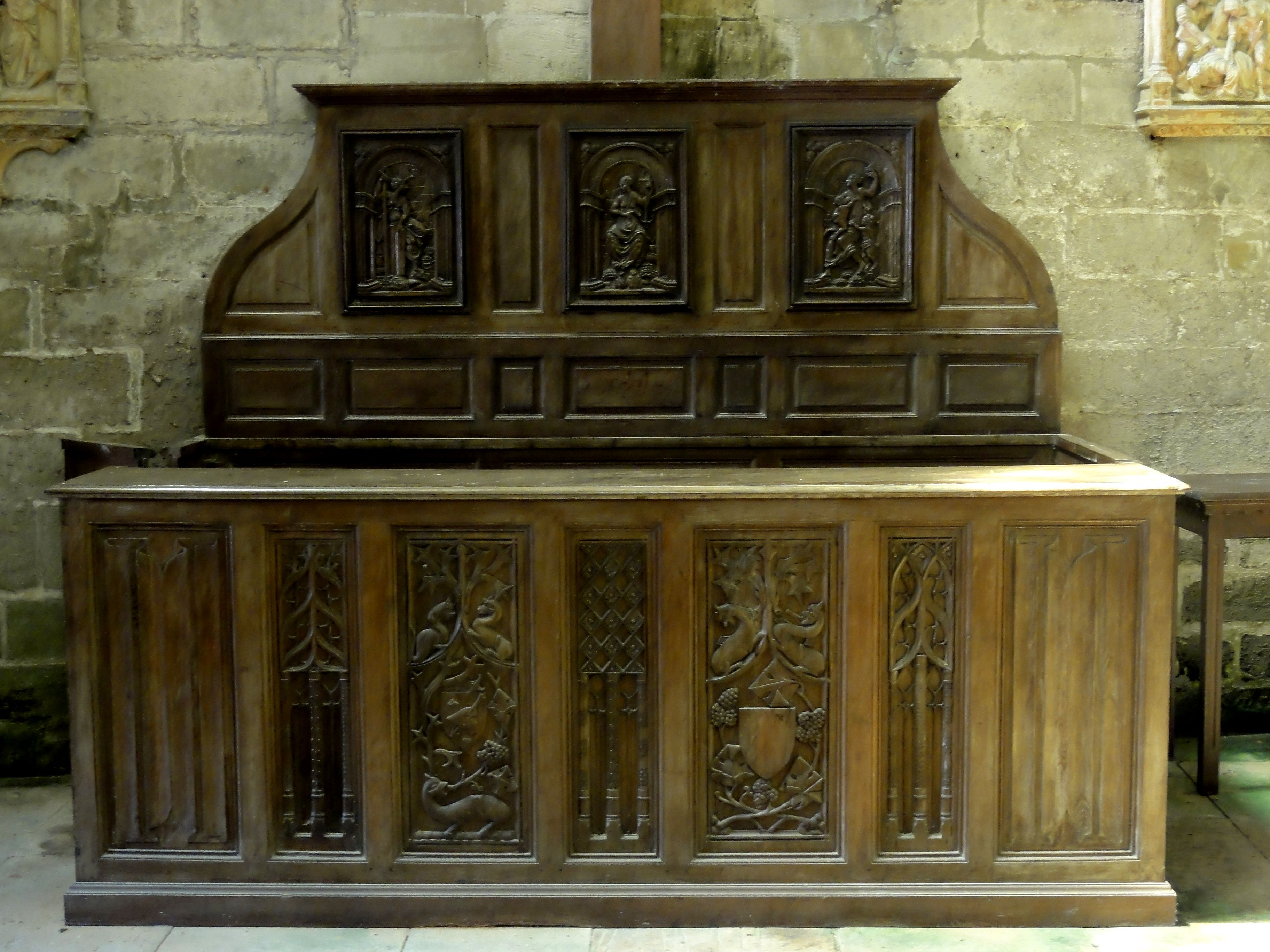
Banc d'œuvre.

L'église renferme deux éléments de mobilier classés monuments historiques au titre objet :
- Le banc d'œuvre composé de panneaux en bois taillés en bas-relief, probablement de deux provenances différentes, et datant du début XVIe siècle et du milieu du XVIIe siècle, ces derniers étant exclus du classement[9] ;
- Le lambris d'appui de la chapelle baptismale du premier quart du XVIe siècle[10] (déposé pour restauration) ;
- Une statue en bois de saint Jean Baptiste, haute de 96 cm et datant du XVe siècle, a été volée à la fin de la Première Guerre mondiale[11].